# Reformierte Kirche Wil (Dübendorf)

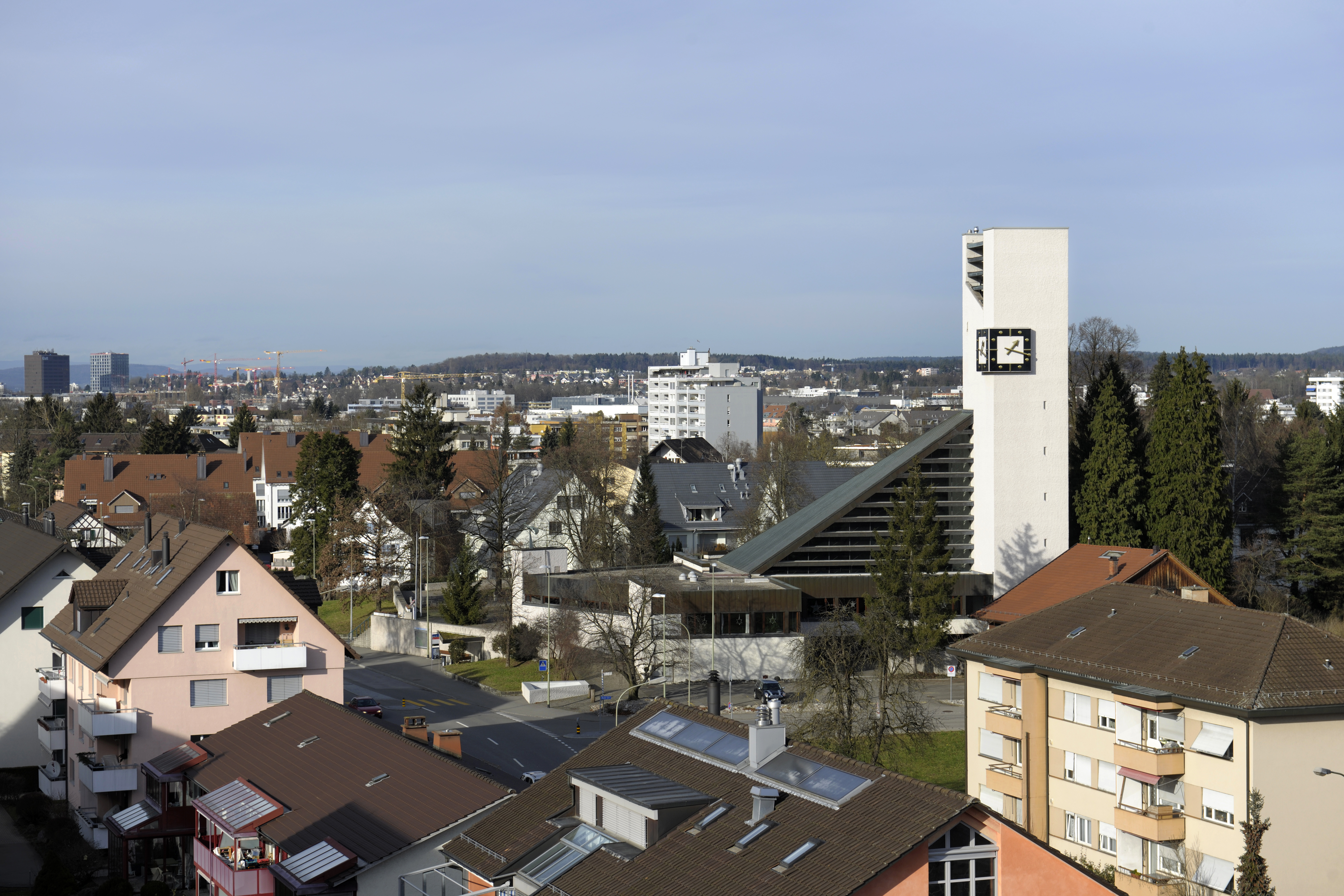
Reformierte Kirche Dübendorf-Wil

Die Reformierte Kirche im Wil ist ein reformiertes Kirchengebäude in der Stadt Dübendorf im Schweizer Kanton Zürich. Sie dient als Gottesdienstraum und Lokalität für kulturelle Veranstaltungen der reformierten Kirchgemeinde Dübendorf-Schwerzenbach.

## Vorgeschichte

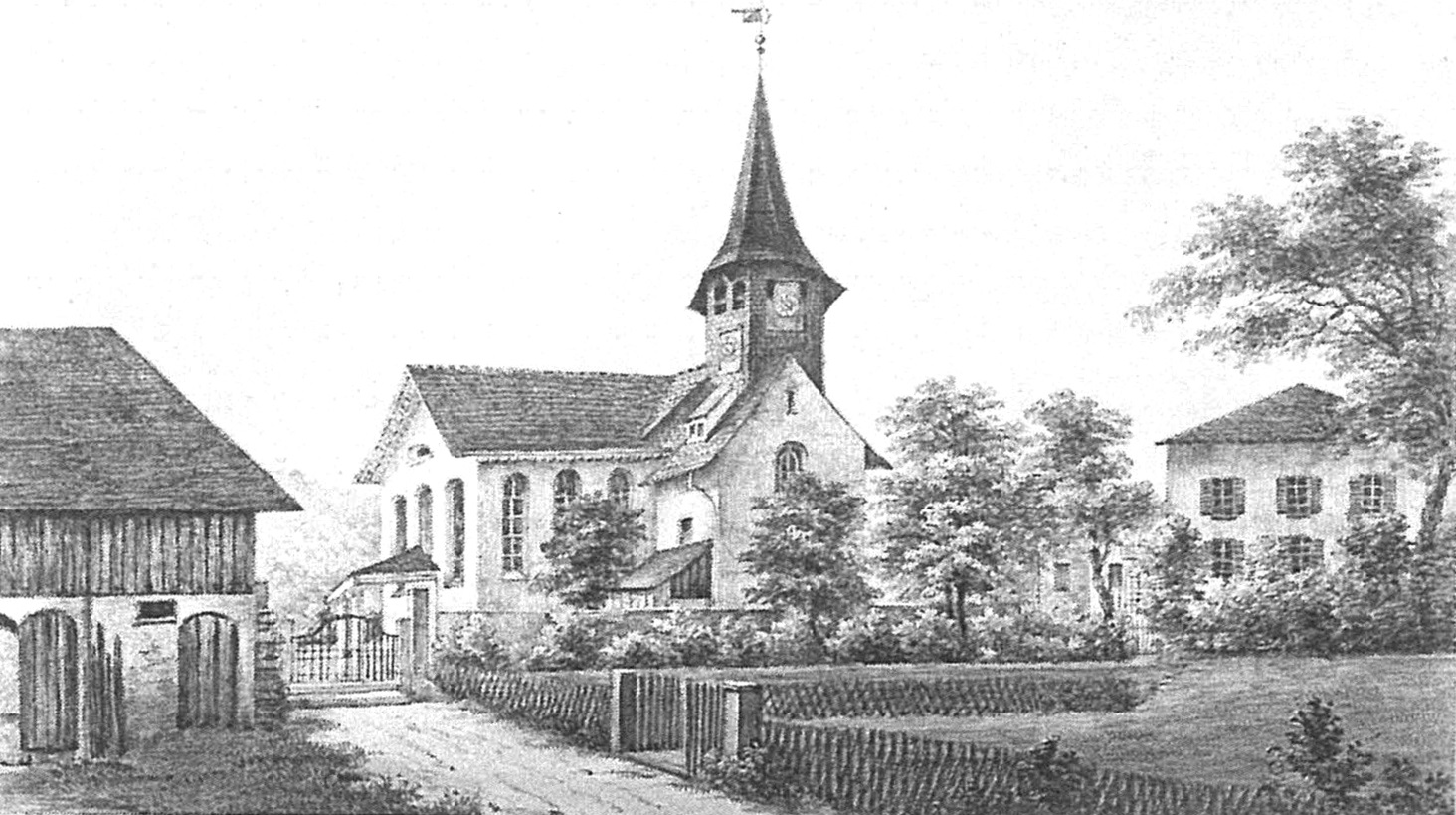
Alte Kirche auf einer Zeichnung von D. Kölliker, 1858

### Rechts- und Institutionsgeschichte
Urkundlich bezeugt wurde die Kirche erstmals 946 indirekt und 1272 direkt. Vermutlich war sie seit ihrer Gründung (wohl in der ersten Hälfte des 8. Jahrhunderts) eine Eigenkirche des 724 gegründeten Klosters Reichenau. Dieses verlieh Kirchengut und Patronatsrechte im 14. Jahrhundert an die Freiherren von Tengen. 1407 gelangten Gut und Patronatsrechte an die Johanniterkomturei Küsnacht, 1478 an das Martinikloster am Zürichberg, 1487 an den Zürcher Bürgermeister Hans Waldmann und nach dessen Sturz 1489 zusammen mit der Landesherrschaft an den Zürcher Rat.
Das Kollaturrecht und die Herrschaft lagen nun bei der Stadt, die folglich in den 1520er-Jahren die Reformation in Dübendorf einführen konnte. Der Prior des Martiniklosters versuchte jedoch, den selbst aus dem Augustiner-Chorherren-Kloster stammenden Pfarrer Johannes Schlegel an der Einführung der Reformation zu hindern. Erst der 1524 initiierte Amtsnachfolger und Weltkleriker Hans Schröter konnte die Glaubens- und Liturgiereformen der Zürcher Reformation umsetzen. Erst 1833, während der liberalen Reformen des Kantons Zürich, gelangte das Kollaturrecht an die Gemeinde. 1937–1969 und erneut seit 2016 bilden die Reformierten der politischen Gemeinden Dübendorf und Schwerzenbach eine gemeinsame Kirchgemeinde.

### Baugeschichte im Mittelalter

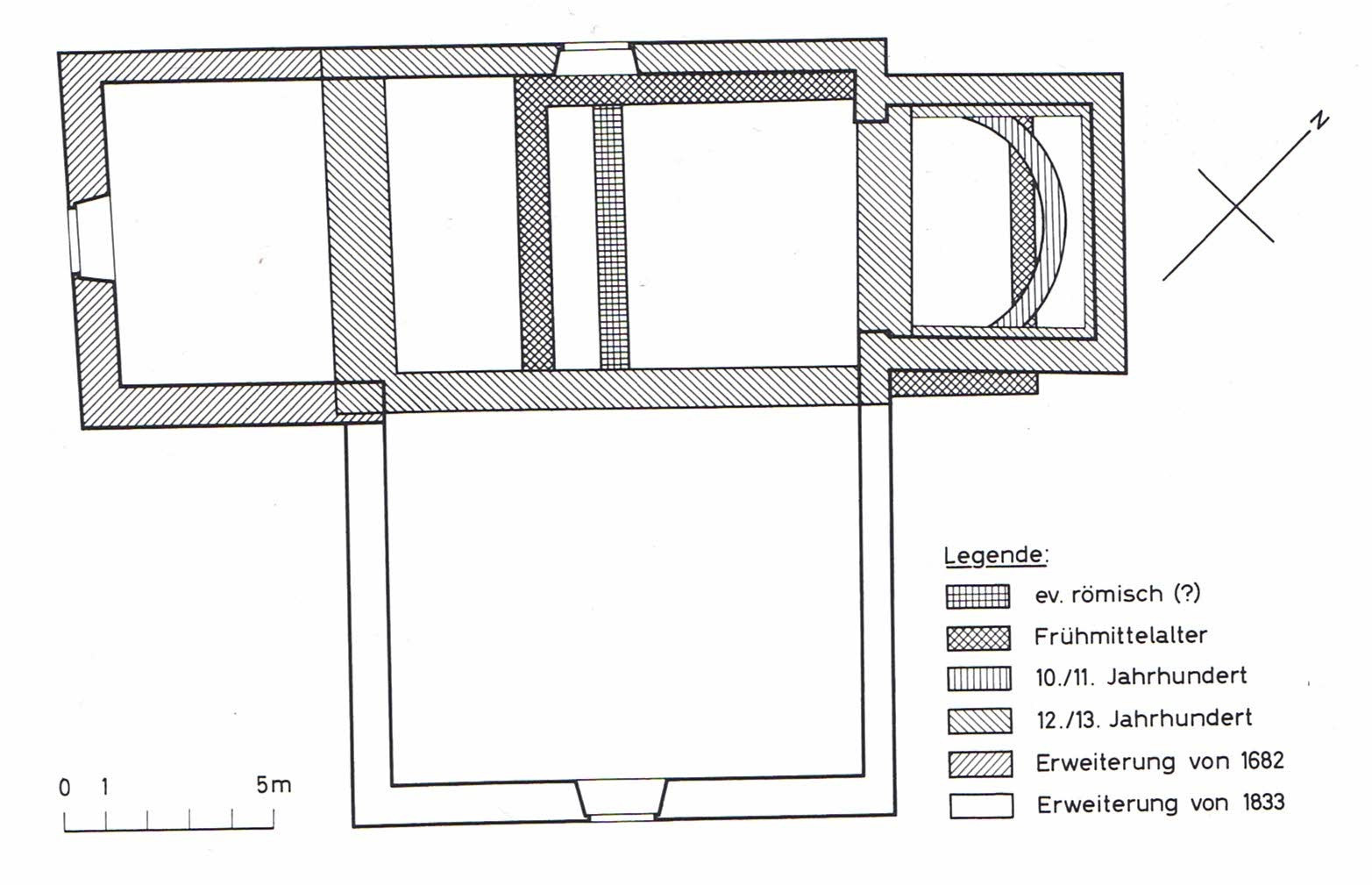
Bauetappen der alten Kirche

Der Hügel im Wil war bereits zur Römerzeit besiedelt: Hier befand sich ein Gutshof, auf den auch der Ortsname «Wil» (lat. villa) zurückgeht. Wohl im 8. Jahrhundert wurde zum Teil auf dessen Grundmauern eine steinerne vorromanische Pfarrkirche  errichtet. Um 1000 erfolgte ein unwesentlich grösserer frühromanischer Neubau an gleicher Stelle. Auf diesen folgte um 1200 ein spätromanischer Neubau mit leicht eingezogenem Rechteckchor. Nach einer Zerstörung durch die Schwyzer im Alten Zürichkrieg 1444 musste das Bauwerk wiederhergestellt werden. Im Wesentlichen blieb die Bausubstanz der spätromanischen Kirche bis zum Abbruch 1968 erhalten.

### Baugeschichte in der Neuzeit

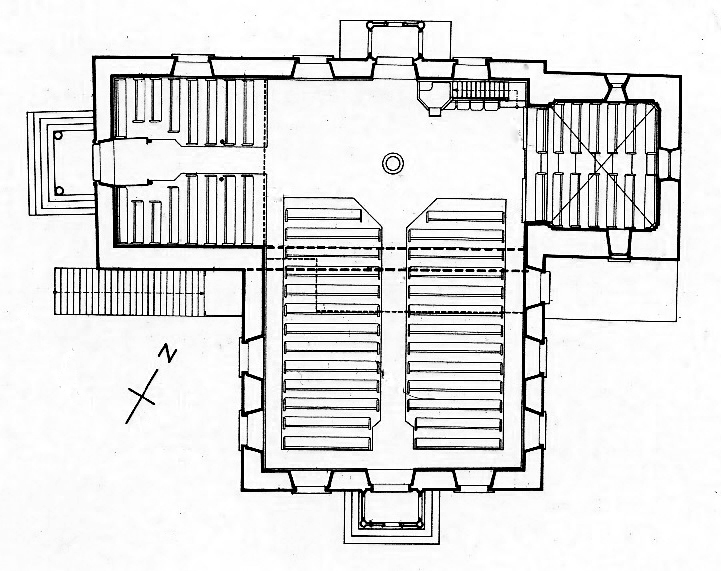
Querkirchen-Grundriss der alten Kirche ab 1834

1682 war die Kirche zu klein geworden. Unter der Bauleitung von Zimmermeister Jacob Gut und Maurermeister Heinrich Bleuler wurde sie nach Westen verlängert, erhielt eine Empore und eine neue barocke Kanzel. 1743 wurden die Emporentreppen nach aussen verlegt und die Bestuhlung enger angelegt, um mehr Sitzplätze zu schaffen.
1832 zerstörte ein Blitzschlag Teile des Turmes. Da gleichzeitig erneut Platznot aufgekommen war, beschloss die Kirchgemeinde 1833 eine Renovation mit Erweiterungsbau. 1833–1834 wurde nach Plänen von Baumeister Heinrich Bräm (1792–1869) ein seitlicher Anbau erstellt, der durch die Drehung des Gestühls um 90° zum eigentlichen Hauptschiff wurde. Durch diese Achsdrehung entstand eine Querkirche mit T-Grundriss, bei welcher der alte Chor als seitliche Estrade diente. Der neue kelchförmige Taufstein stand in der Mittelachse am Kreuzungspunkt der Laufgänge, die neue Kanzel war aufgrund der Lage eines Fensters und Portals leicht von der Mittelachse nach Osten verschoben. Stilistisch erhielt die Kirche durch den Umbau ein klassizistisches Gepräge.
1870–1871 wurde der Turm erneuert. Der Glasmaler Karl Wehrli schuf 1896 die Farbglasfenster mit Jesus Christus als Prediger, der Apostel Paulus, der Evangelist Johannes, sowie als Ergänzung 1899 eines mit Moses.

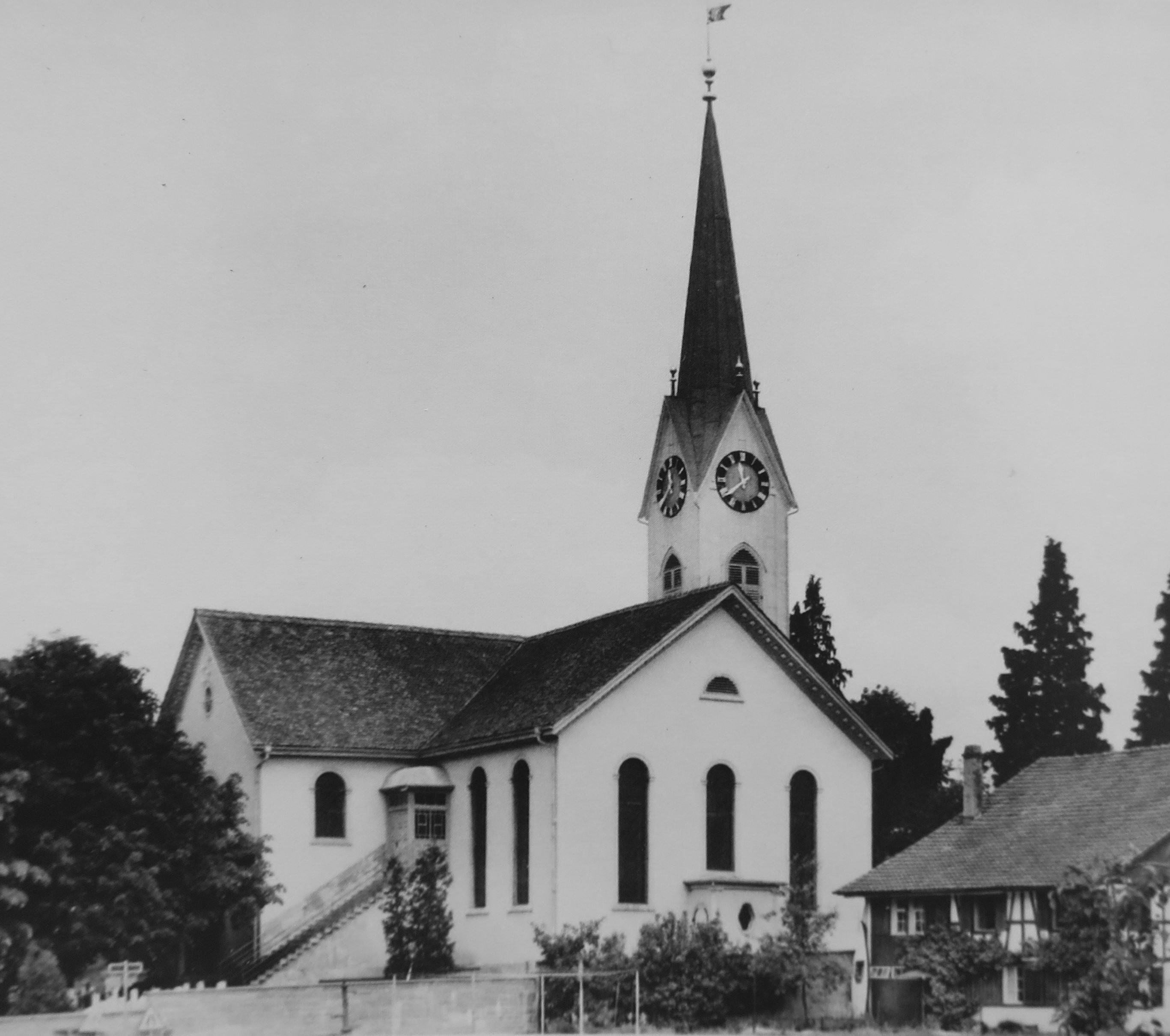
Alte Kirche von aussen
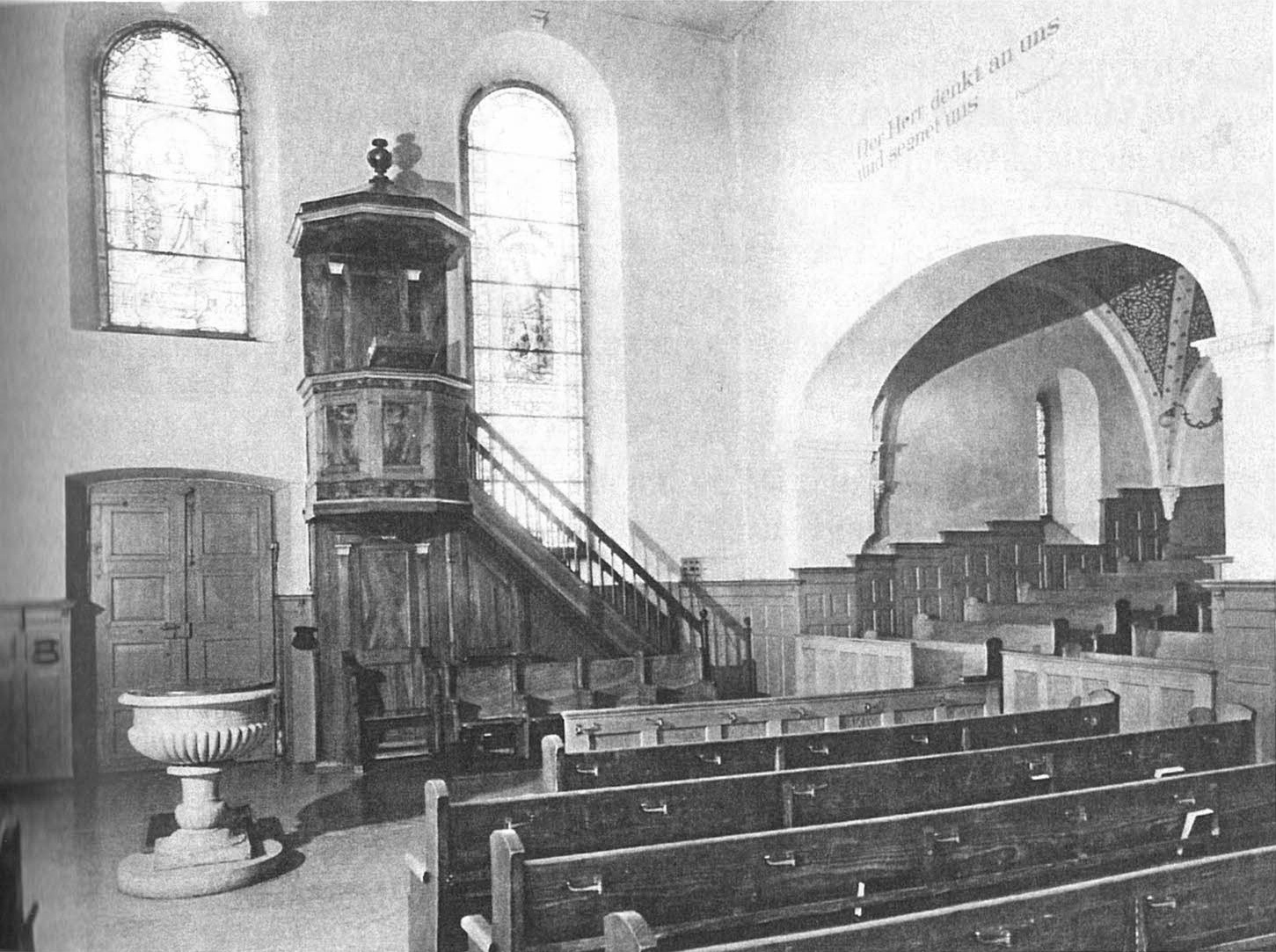
Innenraum der alten Kirche
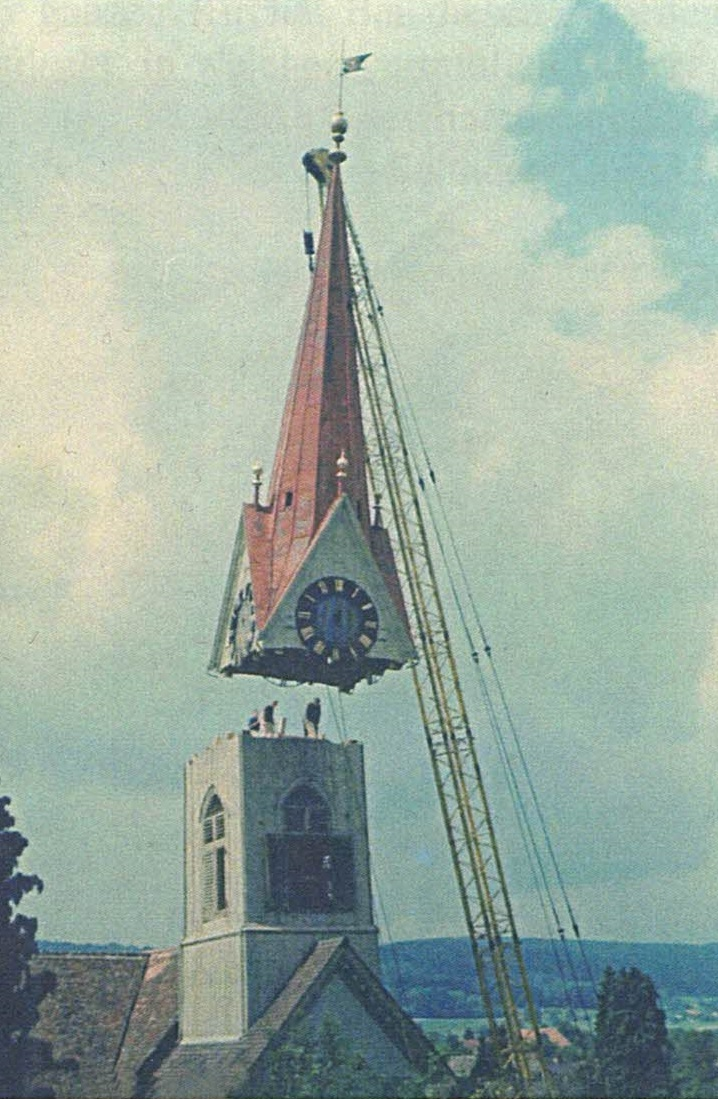
Abbruch der alten Kirche 1968

## Baugeschichte der aktuellen Kirche

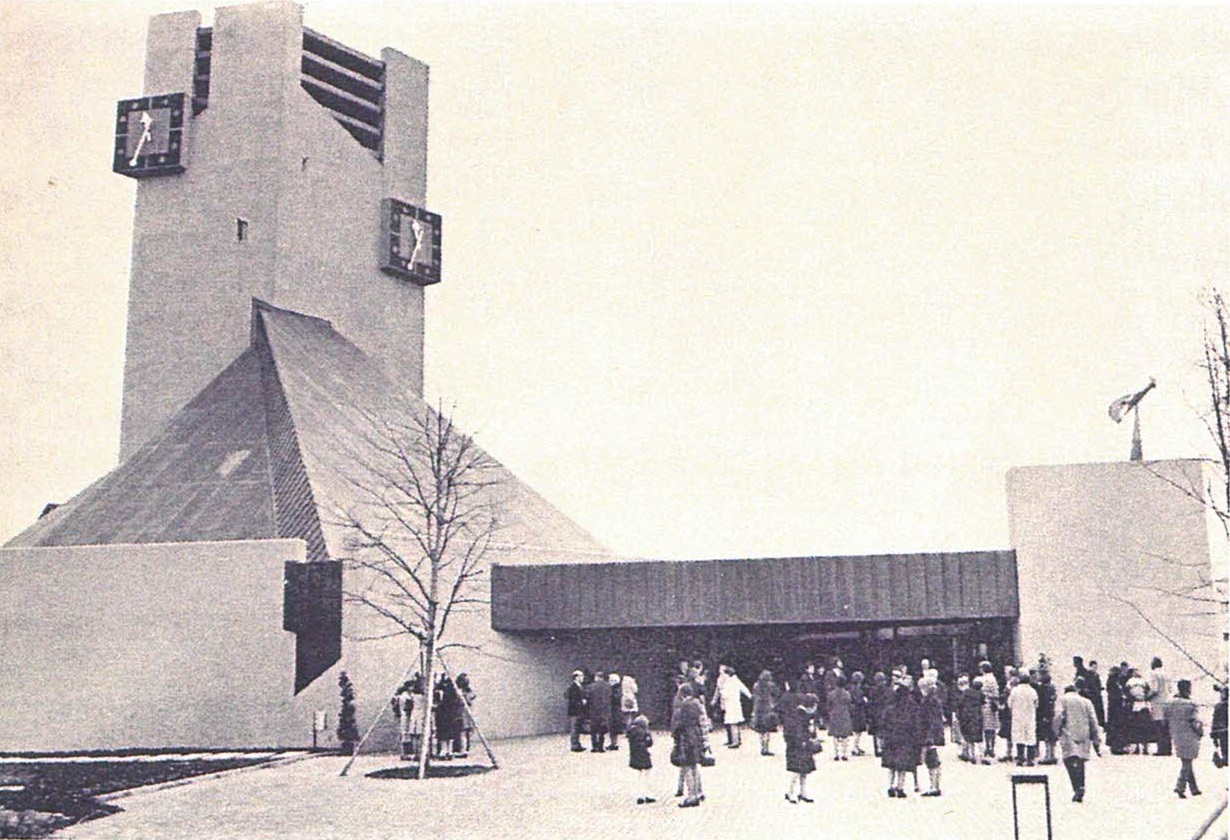
Einweihung der neuen Kirche im März 1971

Am 7. Dezember 1959 bewilligte die Kirchgemeindeversammlung den Ersatz der alten Orgel von 1892. Ein Einzelantrag forderte jedoch, erst die Renovationsbedürftigkeit des Kirchengebäudes zu prüfen, woraufhin eine Expertise einen Neubau der Kirche vorschlug. Am 2. Juli 1965 beschloss die Kirchgemeindeversammlung einen Architektenwettbewerb für einen Ersatzneubau der Kirche im Wil. Aus den 34 eingegangenen Projektentwürfen zeichnete die Preiskommission das Projekt «Gallus» des Zürcher Architekten Hans von Meyenburg (1915–1995) aus, der bereits die Neue Kirche Albisrieden entworfen hatte, sonst aber eher als Spezialist für Kirchenrenovationen galt. Von Meyenburg war ein Schüler von Otto Rudolf Salvisberg, einer der Ikonen des Neuen Bauens in der Schweiz. 1966 bewilligte die Kirchgemeindeversammlung einen Kredit für die Ausarbeitung des Bauprojekts und am 29. Oktober 1967 den Baukredit von 2'540'800 Schweizer Franken. Der Gemeinderat erteilte 1968 die Baubewilligung. Neben von Meyenburg waren die beiden promovierten Dübendorfer ETH-Bauingenieure Ernst und Walter Bosshard massgeblich am Bau beteiligt, dessen hochkomplexe Dach- und Fassadenkonstruktion sie ausschliesslich «von Hand» und mithilfe von einfachen frühen Lochkarten-Computern berechneten. Die anspruchsvolle Ausführung der Holzschalung und des entsprechend schwierigen Betongusses oblag der Dübendorfer Baufirma Theodor Bertschinger AG.
1969 wurden die alte Kirche abgebrochen und der Glockenstuhl an den Lindenplatz versetzt, das Zifferblatt gelangte später ins dortige «Güggelhuus», der Taufstein ins Foyer der neuen Kirche. Es fanden archäologische Bodenuntersuchungen statt. Im selben Jahr erfolgte der Baubeginn und im Sommer 1970 fanden Aufrichte und Glockenaufzug statt. Die Einweihung der neuen Kirche wurde am 21. März 1971 zelebriert. Eine Renovation mit Umgestaltung der Übergangszone zwischen vorderem und hinterem Foyer fand 2015 statt.

## Beschreibung der aktuellen Kirche

### Aussenbau

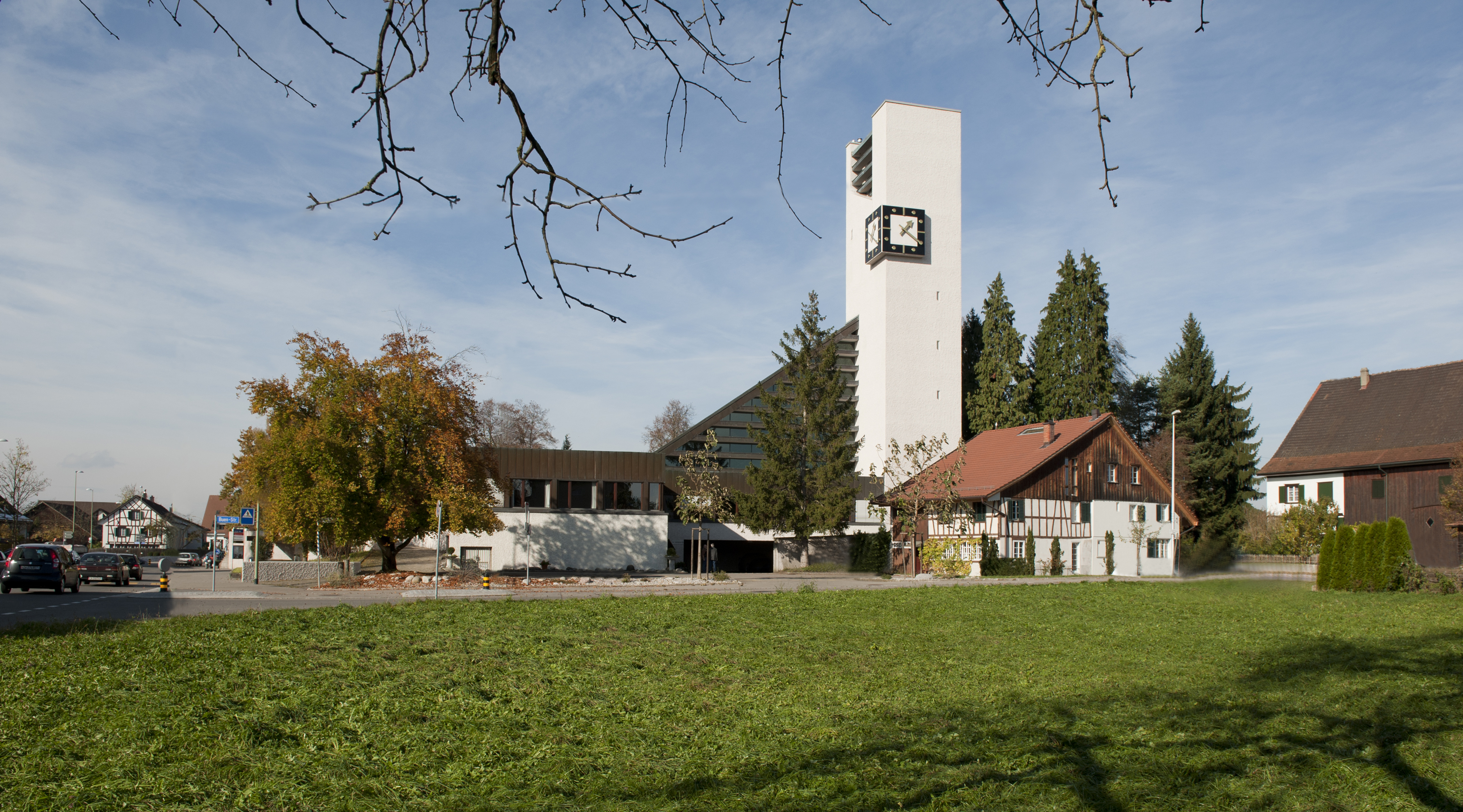
Aussenansicht mit Fensterfassade

Die Kirche bildet einen komplexen, skulpturalen Baukörper, der sich in der Tradition der Kirchenbauten Le Corbusiers jeglicher Symmetrie entzieht. Dominant ist der wuchtige Turm, den Meyenburg aber in Abweichung vom ursprünglichen Wettbewerbsprojekt bewusst gedrungen ausgeformt hat. Dies geschah im Hinblick auf einen angedachten zweiten Kirchenbau im Stadtzentrum und um den schlanken, hohen Turm der katholischen Kirche Maria Frieden von 1963 (Pfammatter Rieger Architekten) im Ortsbild nicht zu konkurrenzieren. An den Turm ist das steile Kupferblechdach über dem polygonalen Kirchenraum angefügt. Auf der Ostseite befindet sich die grosszügige dreieckige Fensterfront. Die Foyers und Nebenräume sind als Flachdachbauten weit weniger dominante Teile des Komplexes. Da sich die Kirche auf einem Hügel erhebt, konnte ein zweistöckiger Komplex realisiert werden, dessen Publikumsräume im oberen Stockwerk liegen, aber dennoch ebenerdig zugänglich sind. Auf dem Hohlkörperaufbau neben dem Eingangsportal erhebt sich ein Hahn des Künstlers Eugen Häfelfinger aus Kupferblech – eine übliche Turmbekrönung reformierter Kirchen, aber zugleich ein Verweis auf den Projektnamen «Gallus». Auch die Gebäudeform kann als stilisierter Hahn gedeutet werden mit dem überdachten Schiff als Körper und dem Turm als Hals und Kopf. Architekt von Meyenburg deutet die Kirche mit dem theologisch konnotierten Terminus «feste Burg».  Der Bauingenieur und ETH-Professor Hugo Bachmann bezog dies auf den Turm und ergänzte diese Charakterisierung im Hinblick auf die Dachkonstruktion mit der Bezeichnung «leichtes Zelt».

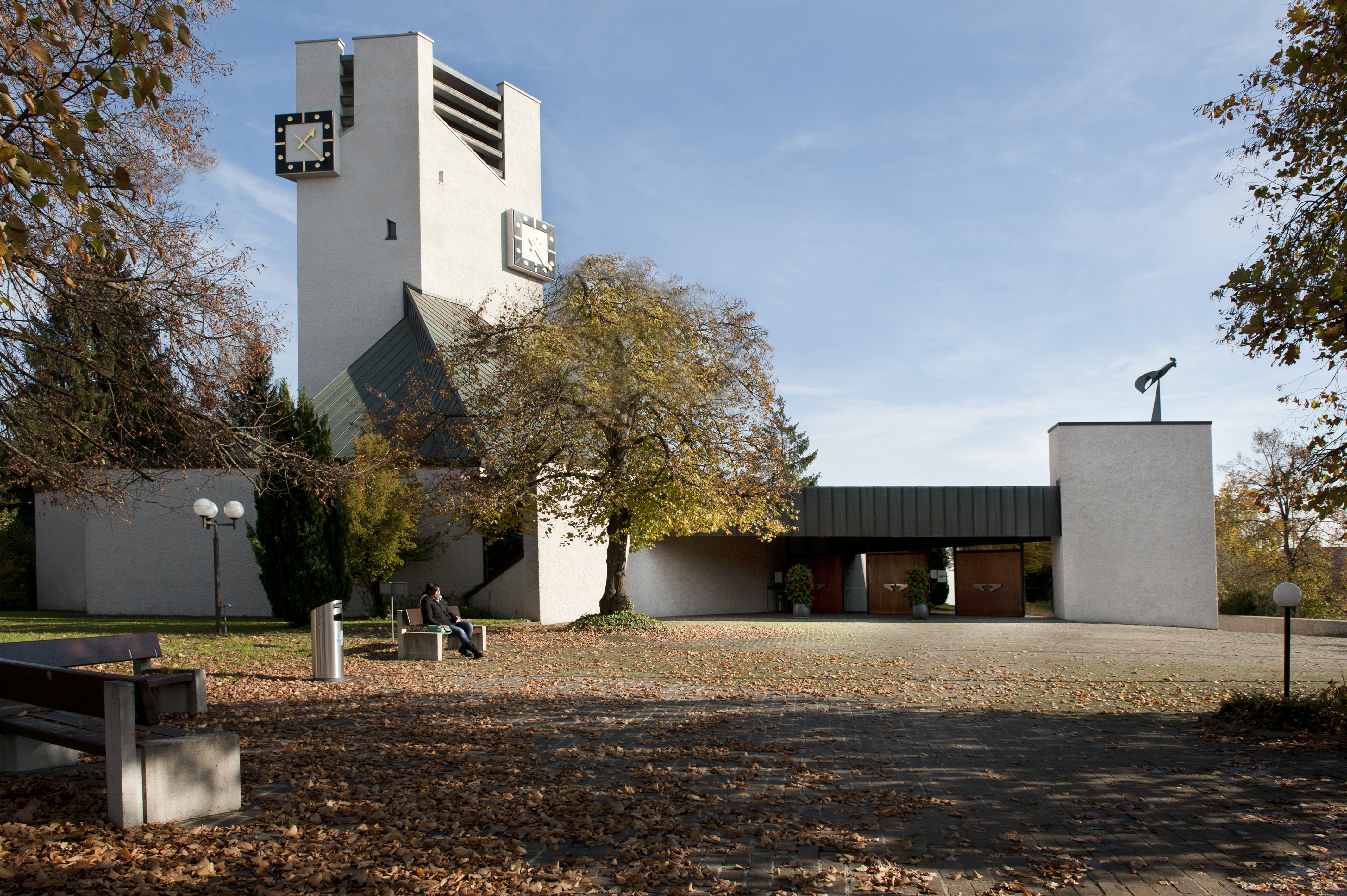
Eingangsfassade mit Kirchendach und Turm
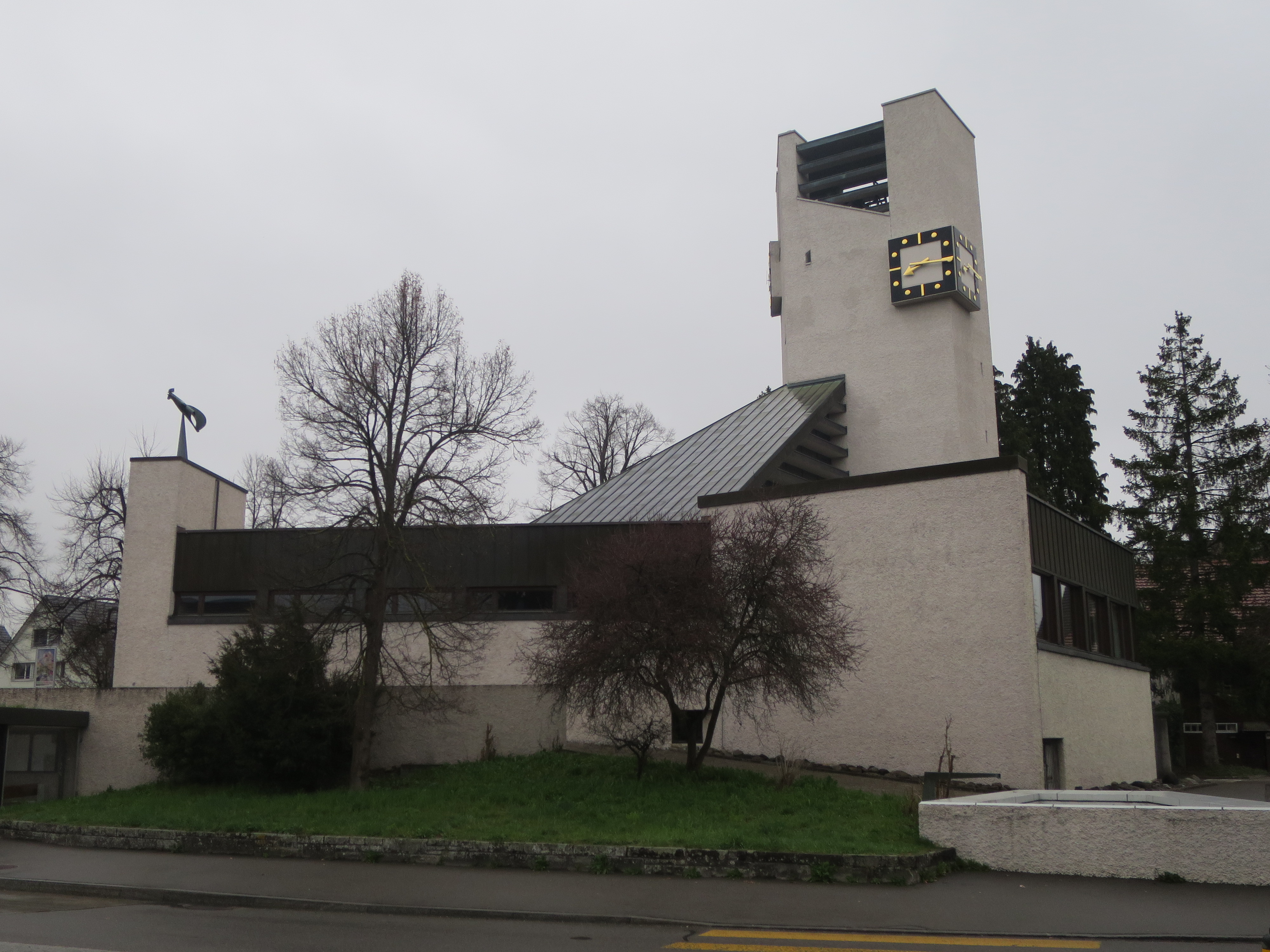
Ansicht von der Fällandenstrasse mit Brunnen
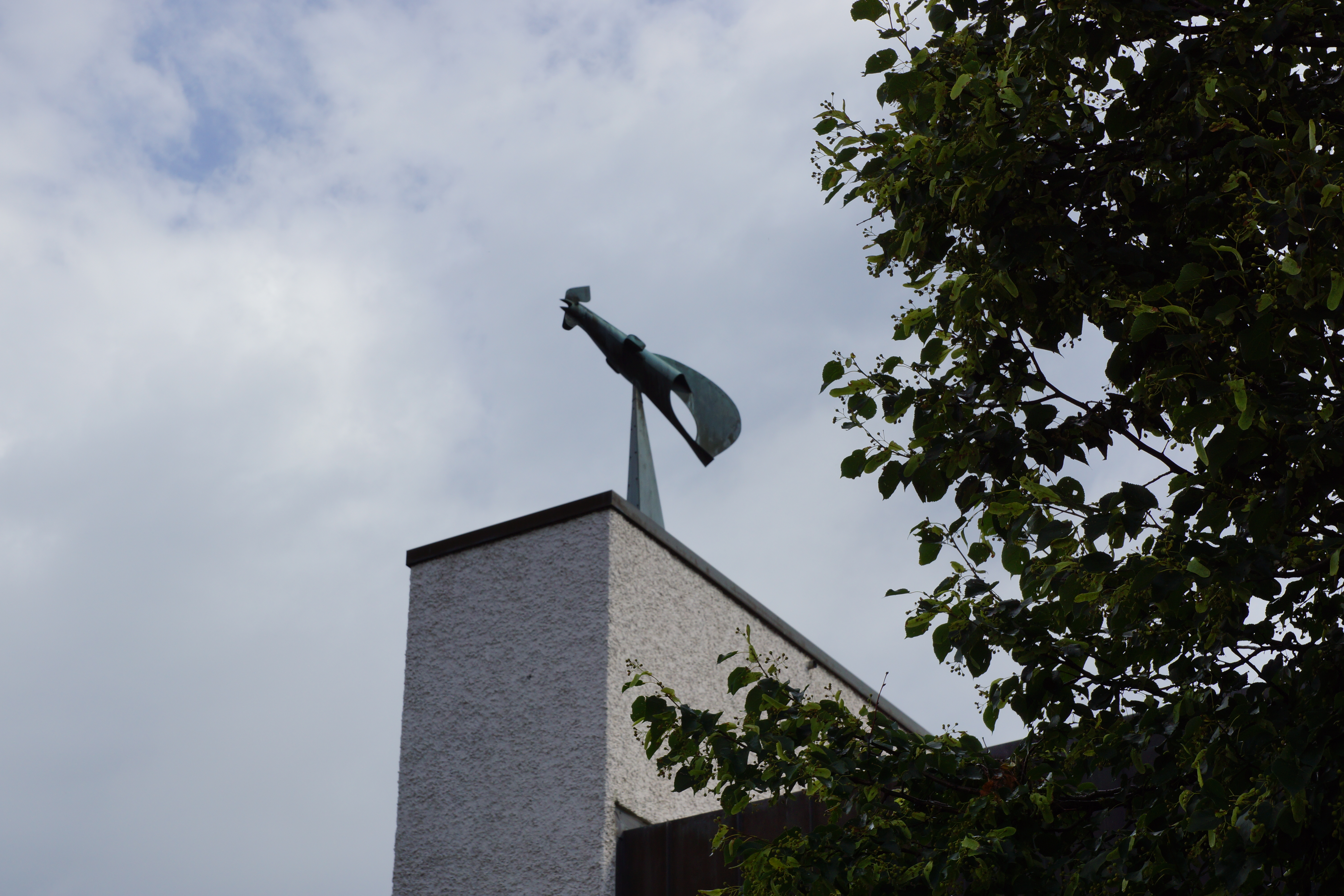
Der Hahn von Eugen Häfelfinger
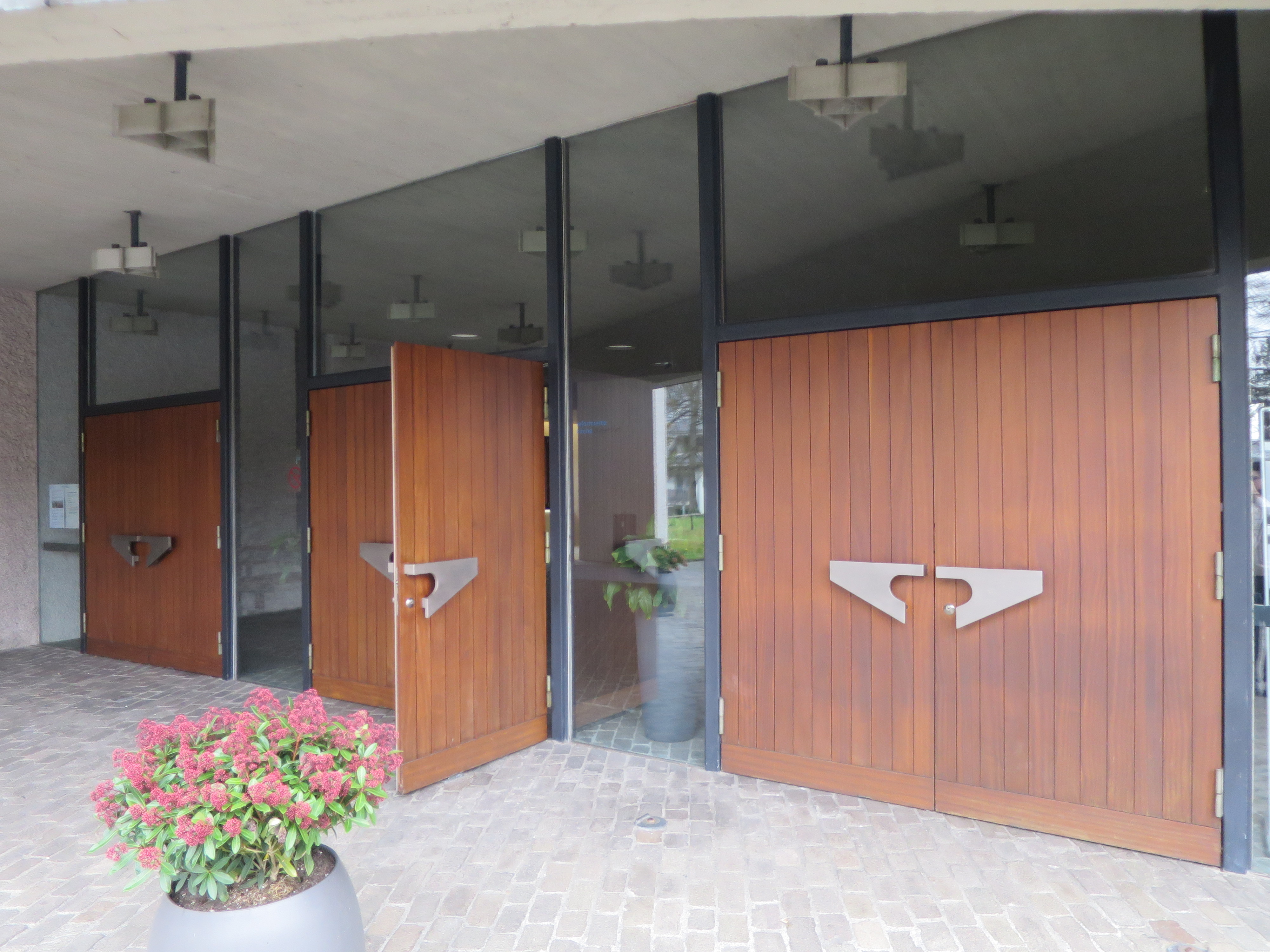
Eingangsbereich unter dem Vordach

### Uhr und Geläut

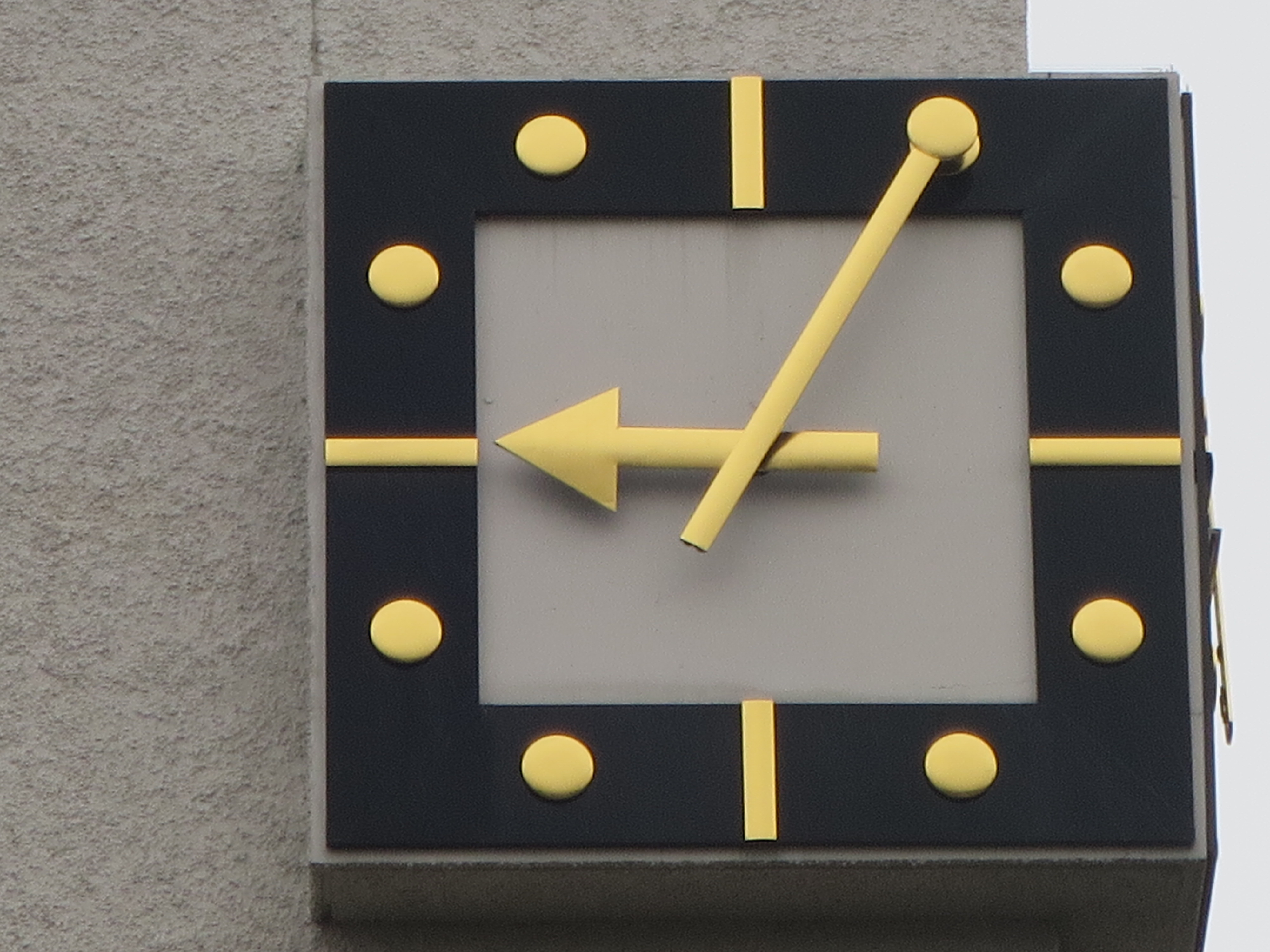
Zifferblatt am Turm

Die Turmuhr stammt von der Firma Mäder in Andelfingen. Die originellen quadratischen Zifferblätter kragen übereck aus dem Turm hervor und beleben so dessen wuchtige Erscheinung.
Der oberste Bereich des Turmes ist eingeschnitten, mit Lamellen versehen und birgt den Glockenstuhl. Das Glockengeläut goss die Giesserei Emil Eschmann in Rickenbach bei Wil. Es umfasst fünf Glocken:
- Glocke 1 (As°, 5129 kg, {\displaystyle d}: 2,02 m), Motto: Land, Land, Land, höre das Wort des Herrn. (Jes 22,29 ZB)
- Glocke 2 (c', 2563 kg, {\displaystyle d}: 1,61 m), Motto: Glaubt ihr nicht, so bleibt ihr nicht. (Jes 7,9 ZB)
- Glocke 3 (es', 1454 kg, {\displaystyle d}: 1,35 m), Motto: Bleibet in meiner Liebe. (Joh 15,19 ZB)
- Glocke 4 (f', 1055 kg, {\displaystyle d}: 1,20 m), Motto: Seid fröhlich in der Hoffnung. (Röm 12,12 ZB)
- Glocke 5 (as', 595 kg, {\displaystyle d}: 1,01 m), Motto: Betet ohne Unterlass. (1 Thess 5,17 ZB)

### Innenraum

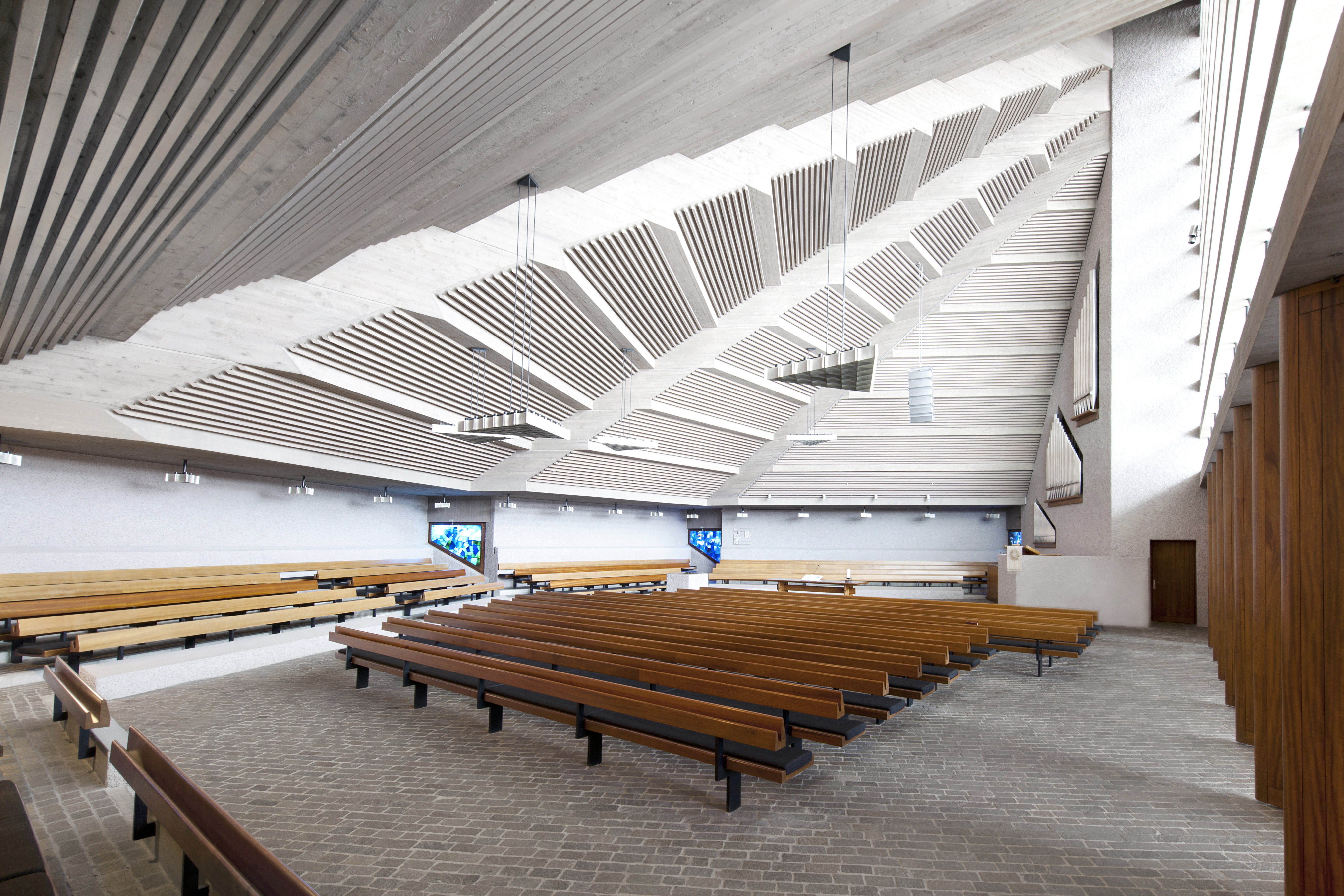
Innenraum der Kirche

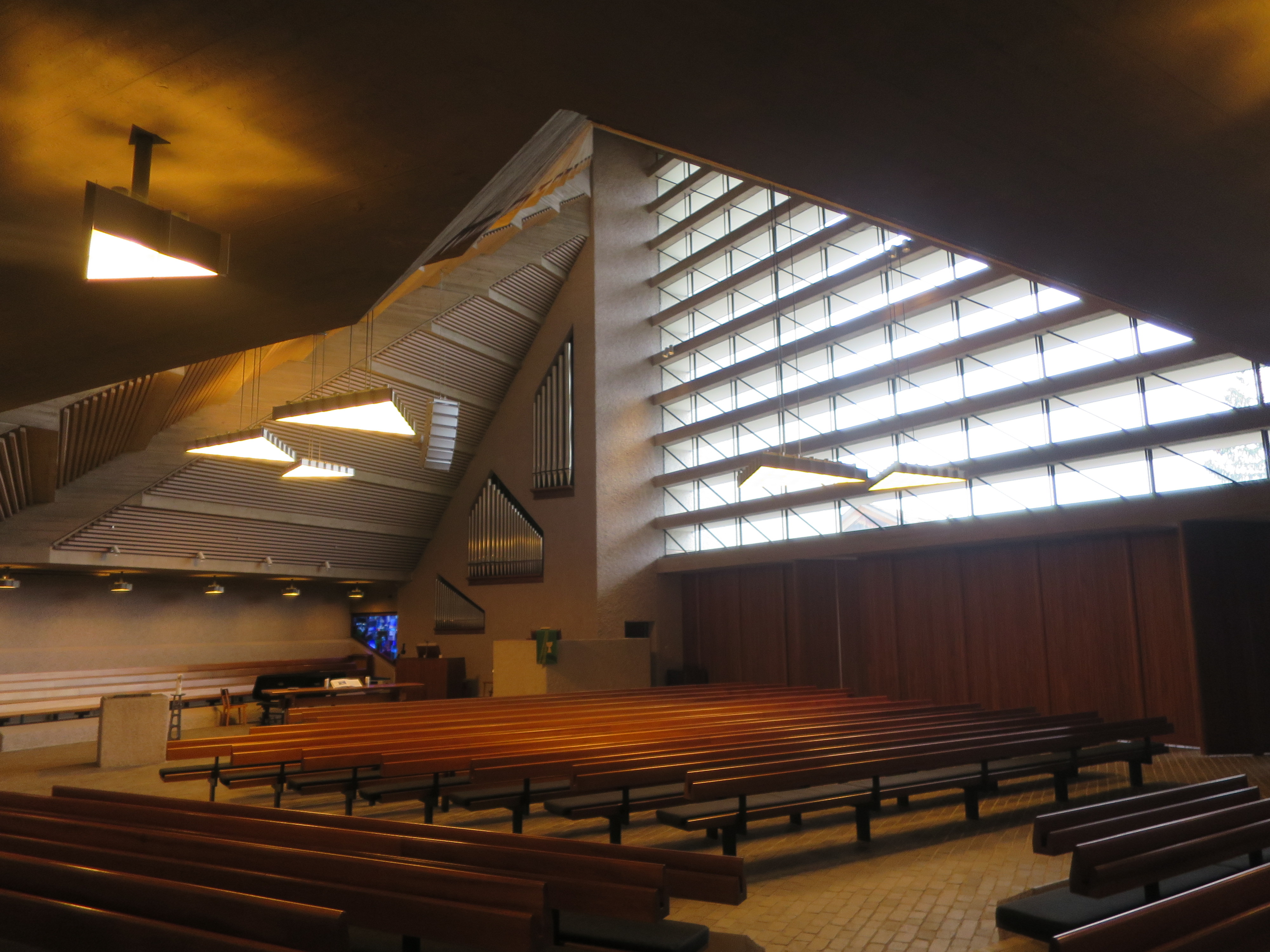
Blick ins Innere

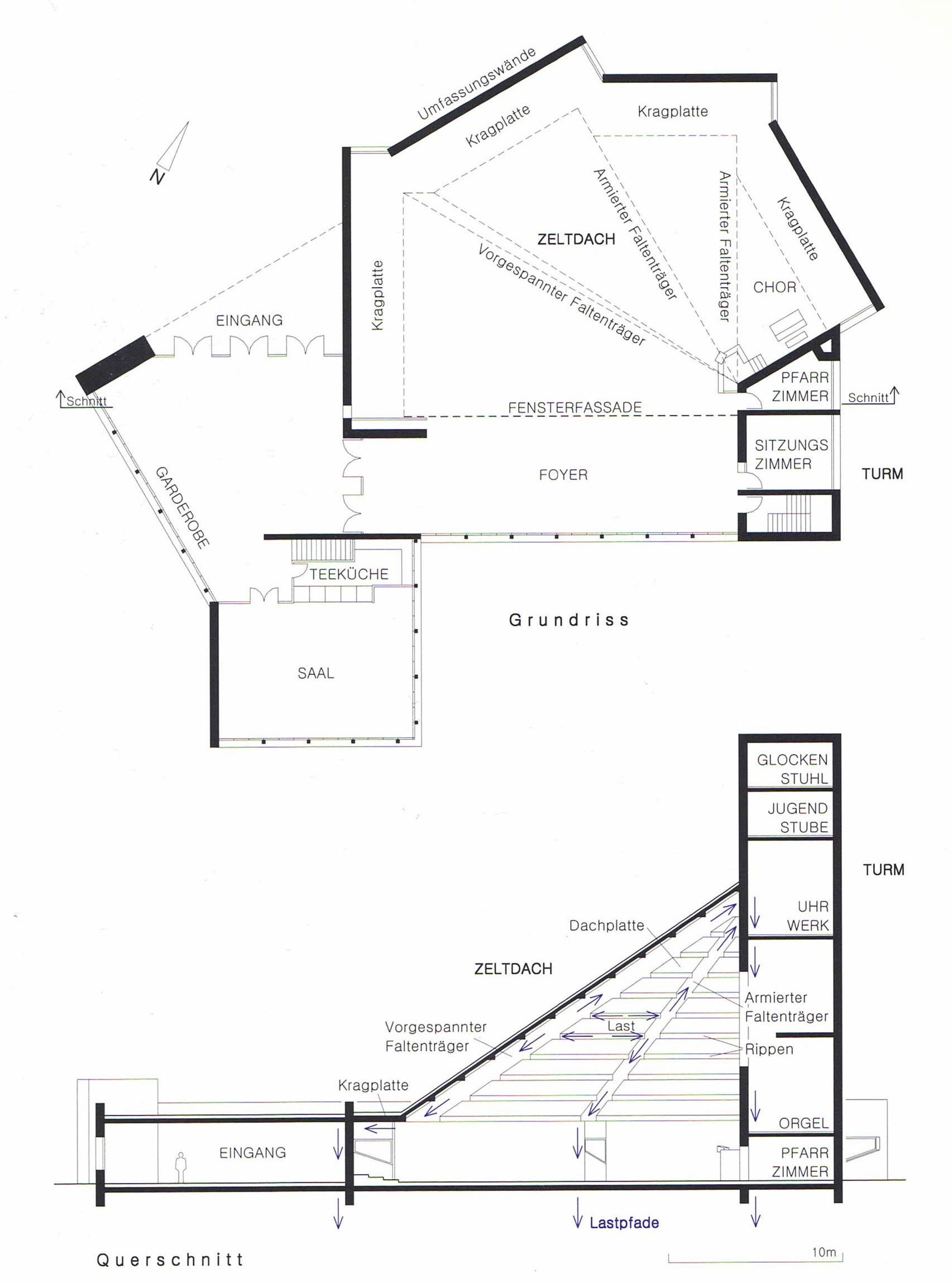
Grundriss und Aufriss der neuen Kirche

Im Grundriss bildet der Kirchenraum ein komplexes Raumgefüge: Nur im Süden treffen die Wände rechtwinklig aufeinander, während die übrigen Wände fächerförmig-polygonal angeordnet sind. Das Gestühl, das aus einfachen Sitzbänken mit 537 Sitzplätzen besteht, ist so in diese Polygonalstruktur eingebunden, dass von allen Plätzen aus der Blick auf die Liturgiezone am Turmfuss frei wird. Dieser radialen Struktur folgt auch die spektakuläre Dachkonstruktion aus Sichtbeton, deren Träger und Flächen zeltförmig auf die Turmmauer zulaufen. Architekt von Meyenburg entwickelte diese statisch ungewöhnliche Konstruktion zusammen mit den promovierten Bauingenieuren Ernst und Walter Bosshard. Das Dach bildet ein statisch und ästhetisch einzigartiges gefaltetes Flächentragwerk aus armiertem Beton und Spannbeton, bestehend aus mächtigen Faltenträgern, horizontalen Querbalken und der gerippten Decke dazwischen, alles in Sichtbeton ausgeführt. Die Konstruktion ist statisch am Turm verankert, ruht aber auch teilweise auf rundumlaufenden Kragplatten über den relativ niederen Mauern, wodurch die Kräfte auf zwei Wegen, nach oben und nach unten, abgeleitet werden. Aussergewöhnlich ist die Ausführung der gesamten Konstruktion als monolithischer, fugenloser Guss. Die drei im Querschnitt Z-förmigen Faltenträger weisen Längen von 15, 20 und 24 Metern auf. Der längste Faltenträger musste aufgrund der gewaltigen Lasten aus vorgespanntem Beton mit drei parabelförmig eingelegten Stahlkabeln (mit einer Spannkraft von insgesamt 600 Tonnen) ausgeführt werden. Optisch aufgelockert wird die Betondecke durch horizontale, grau bemalte Akustiklatten aus Holz.
Die Konstruktion und der gewählte Grundriss ermöglichen eine monumentale dreieckige Fensterfront auf der Südostseite der Kirche. Die Dreiecksform der Fensterfront kann als Symbol für die Dreifaltigkeit gedeutet werden. Die schrägen und vertikalen Stahlseile und die horizontalen Betonlamellen ermöglichen die Aufhängung der ganzen Fensterfassade und der der Decke über dem hinteren Foyer am Turm. Daneben haben sie ästhetische Funktionen und dienen ferner dem Blendschutz. Ursprünglich waren viele schräge Betonstützen zwischen Boden und Dach geplant. Mit der Lösung der Aufhängung durch Stahlseile konnten eine feinere Gliederung und ein viel besserer Lichteinfall realisiert werden. Zusätzlich fiel durch die Aufhängung der Fassade und der Decke über dem hinteten Foyer die Trennwand mit Betonstützen zwischen Kirchenraum und Foyer weg, was es ermöglichte, eine stützenlose Reihe von hölzernen Drehtüren einzusetzen.
In den fächerartigen Ecken der Wände befinden sich vier abstrakte Farbglasfenster des Künstlers Bert Schmidmeister in Blautönen. Im Kirchenraum und in den Publikumsräumen des Komplexes wurden die Leuchtkörper der Firma Lenzlinger & Schärer einheitlich gestaltet. Dreieckige Rahmen verschiedener Grösse fassen in kleineren Dreiecken die Lampen ein und nehmen spielerisch die architektonische Dreiecksidee der grossen Fensterfront auf. Der Fussboden besteht aus Pflastersteinen, die sich in immer gleicher Ausrichtung vom Freiraum vor der Kirche über die Foyers bis in den Kirchenraum durchziehen.
Die Liturgiezone befindet sich am Turmfuss, auf den die Kirche optisch ausgerichtet ist. Dabei nimmt, wie in reformierten Kirchen üblich, die Kanzel als Predigtort die zentrale Stellung im Raum ein. Die massive Betonkanzel ist nur leicht erhöht und in heller Tönung verputzt. Das Lesepult kann mit saisonal wechselnden Paramenten der Künstlerin Silvia Valentin dekoriert werden. Deutlich ins Kirchenschiff hineingerückt ist der blockartige, ebenfalls verputzte Taufstein. Seine Position greift also die zentrale Stellung des Taufsteins der Vorgängerkirche auf und verortet das Taufsakrament symbolisch im Mittelpunkt der Gemeinde. Ungewöhnlich ist die Ausführung des Taufbeckens als Brunnen mit fliessendem Wasser als Symbol der Quelle des Glaubens. Dem Taufstein ist ein schmiedeeiserner Kerzenständer für die Osterkerze beigesellt. Im Zwischenraum findet der hölzerne Abendmahlstisch Platz, der nach reformierter Tradition als leichter Tisch, und nicht als schwerer Altar ausgeführt wurde. Dahinter befinden sich ein Konzertflügel und der Spieltisch der in die Turmmauer inkorporierten Orgel.

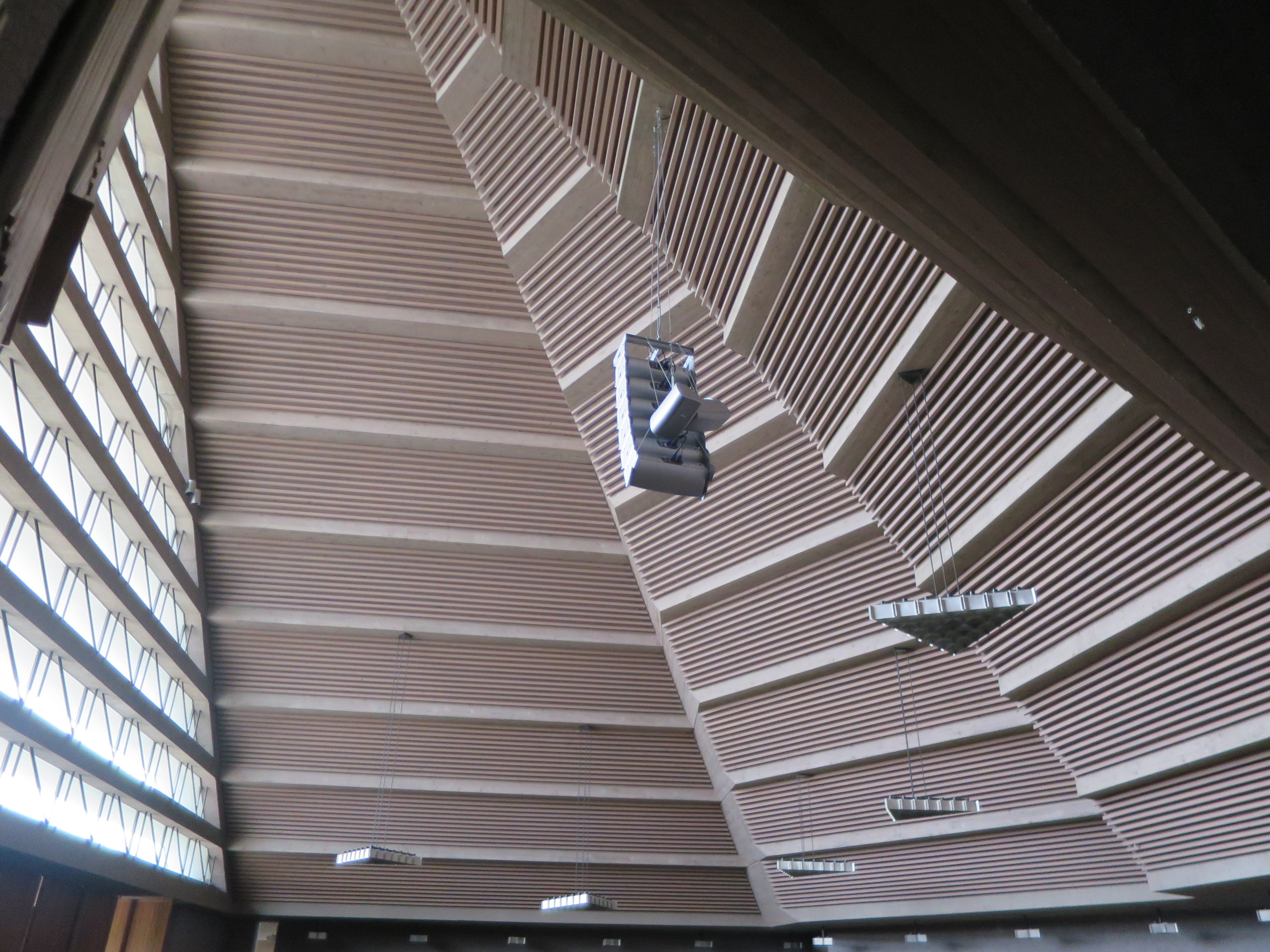
Deckenstruktur
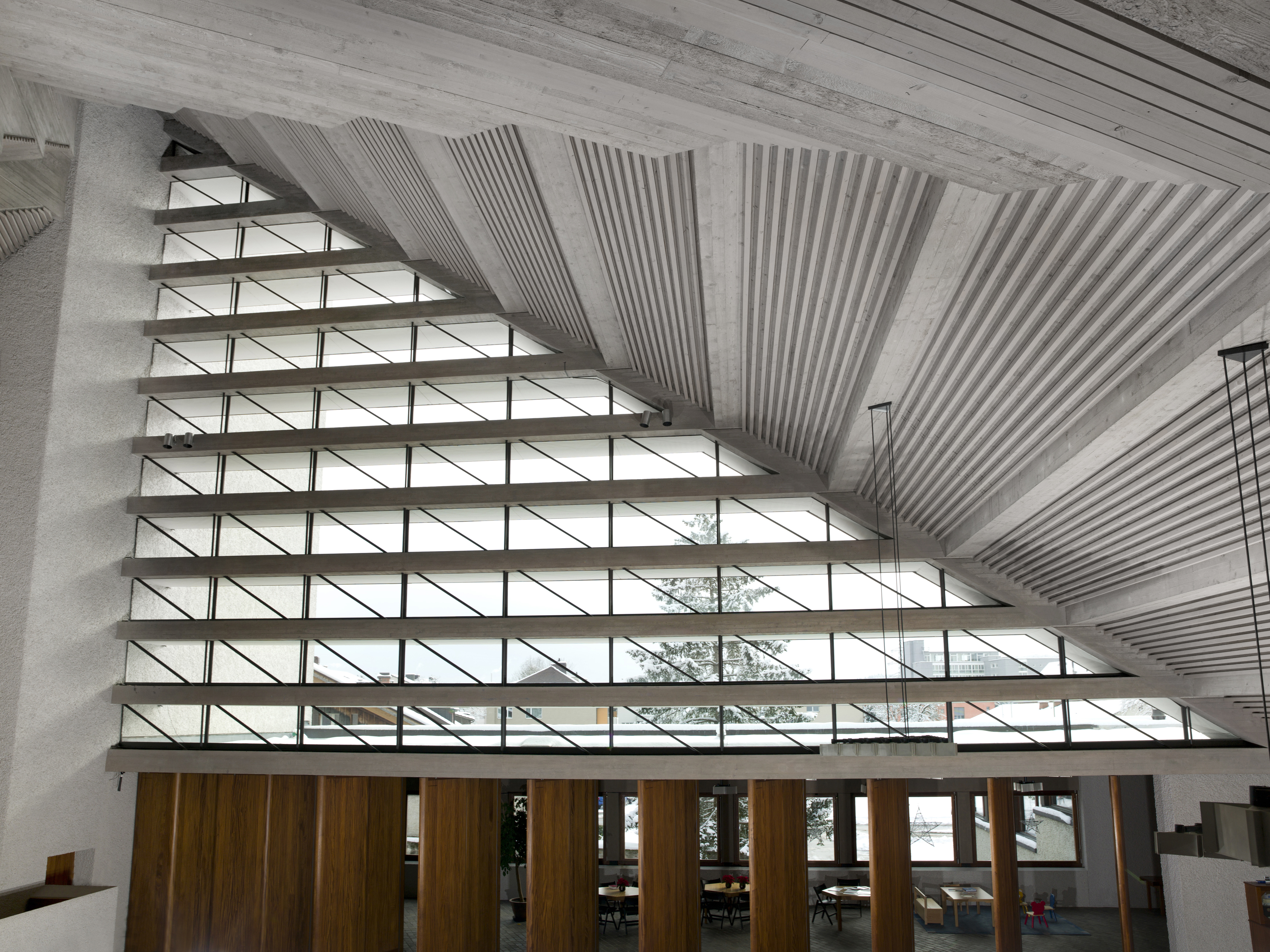
Fensterstruktur
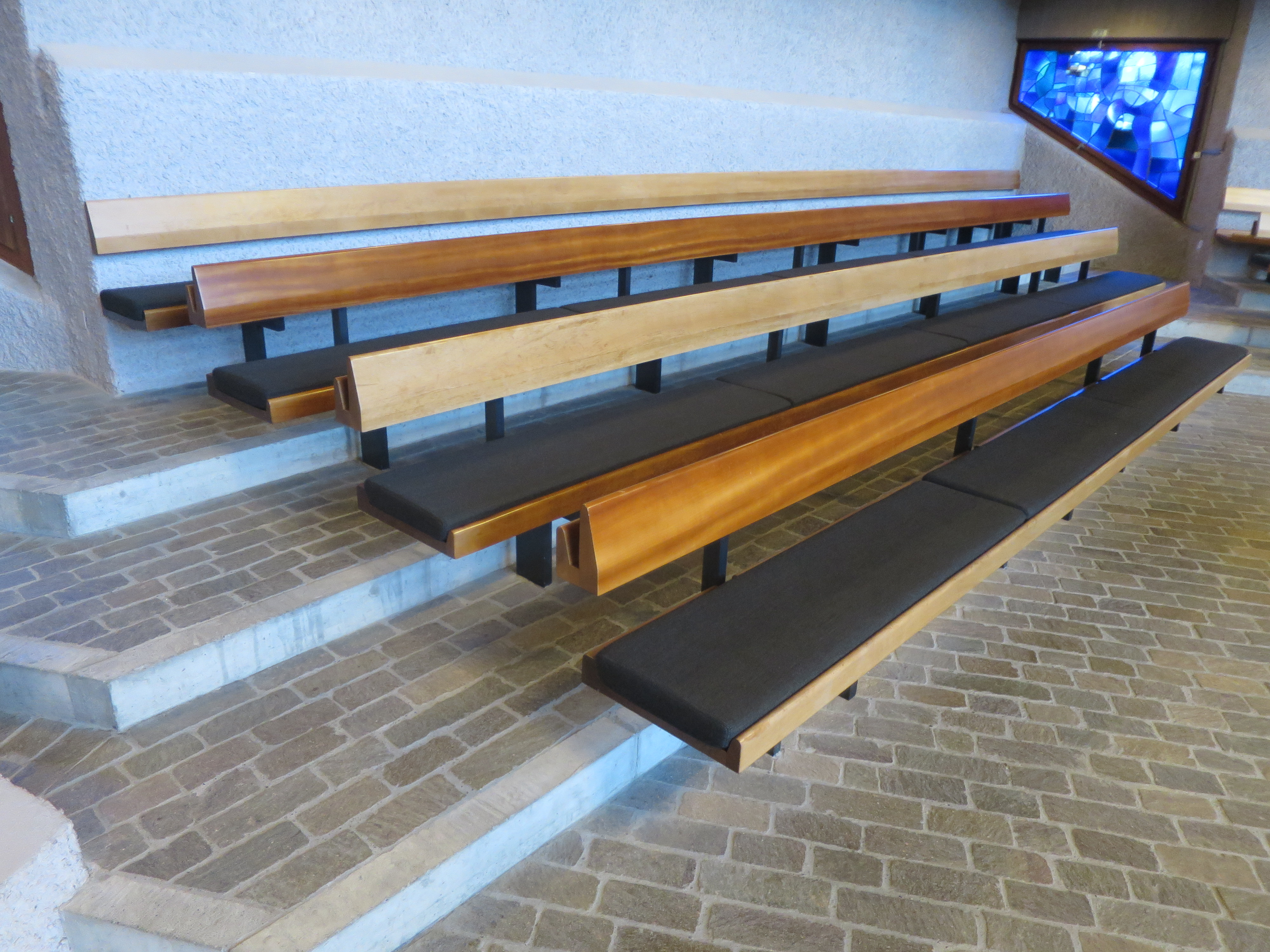
Bänke
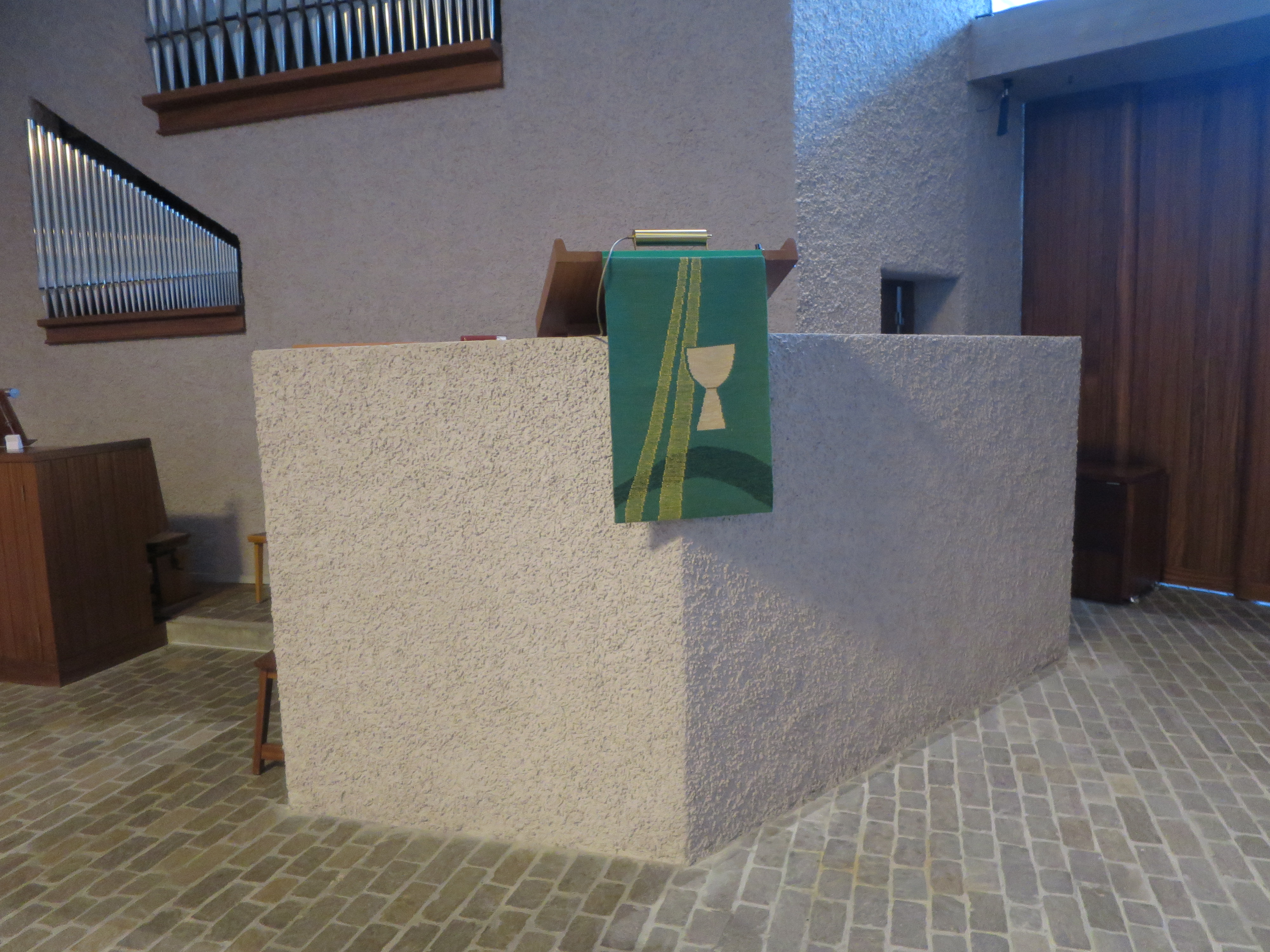
Kanzel
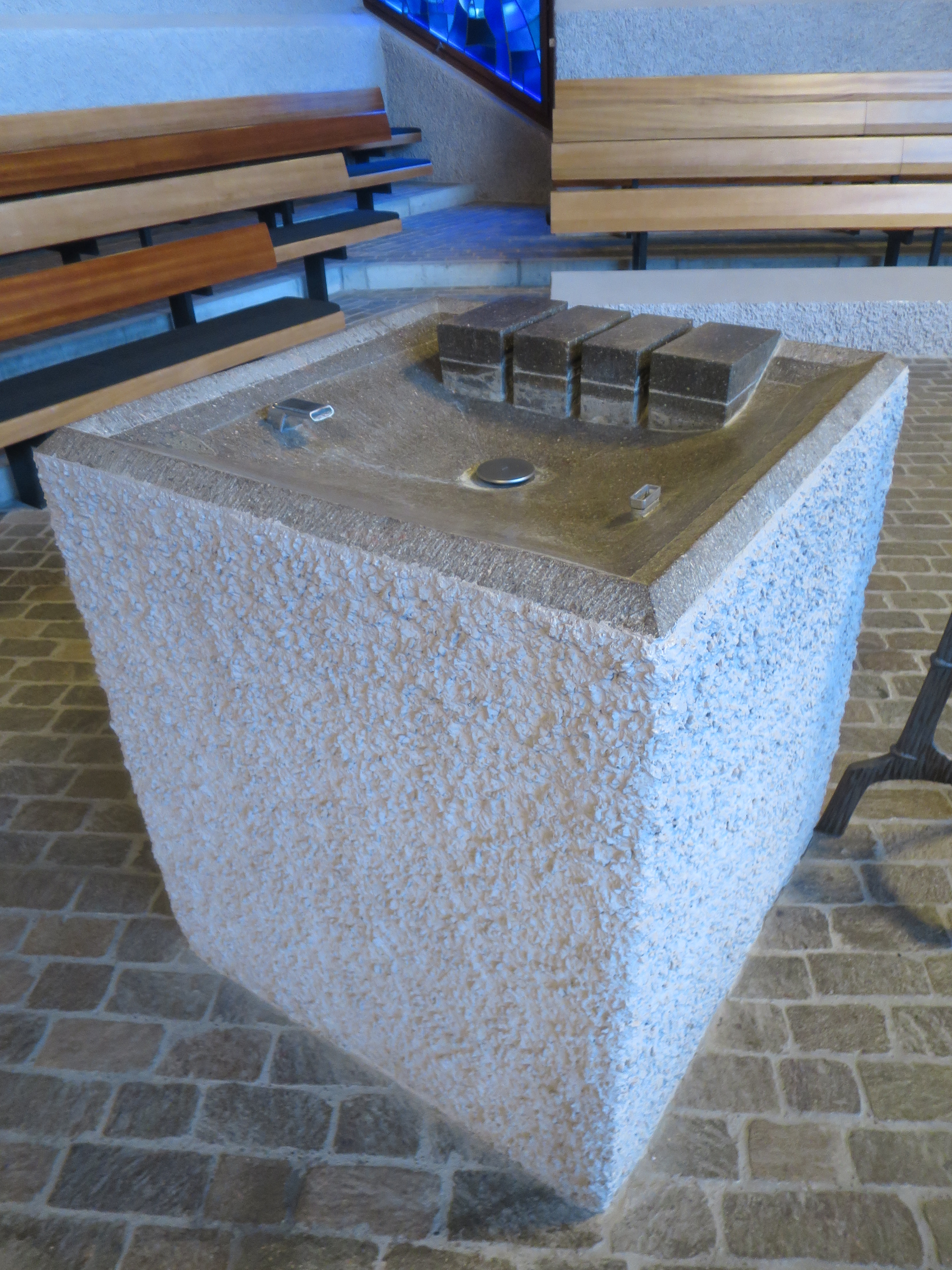
Taufstein
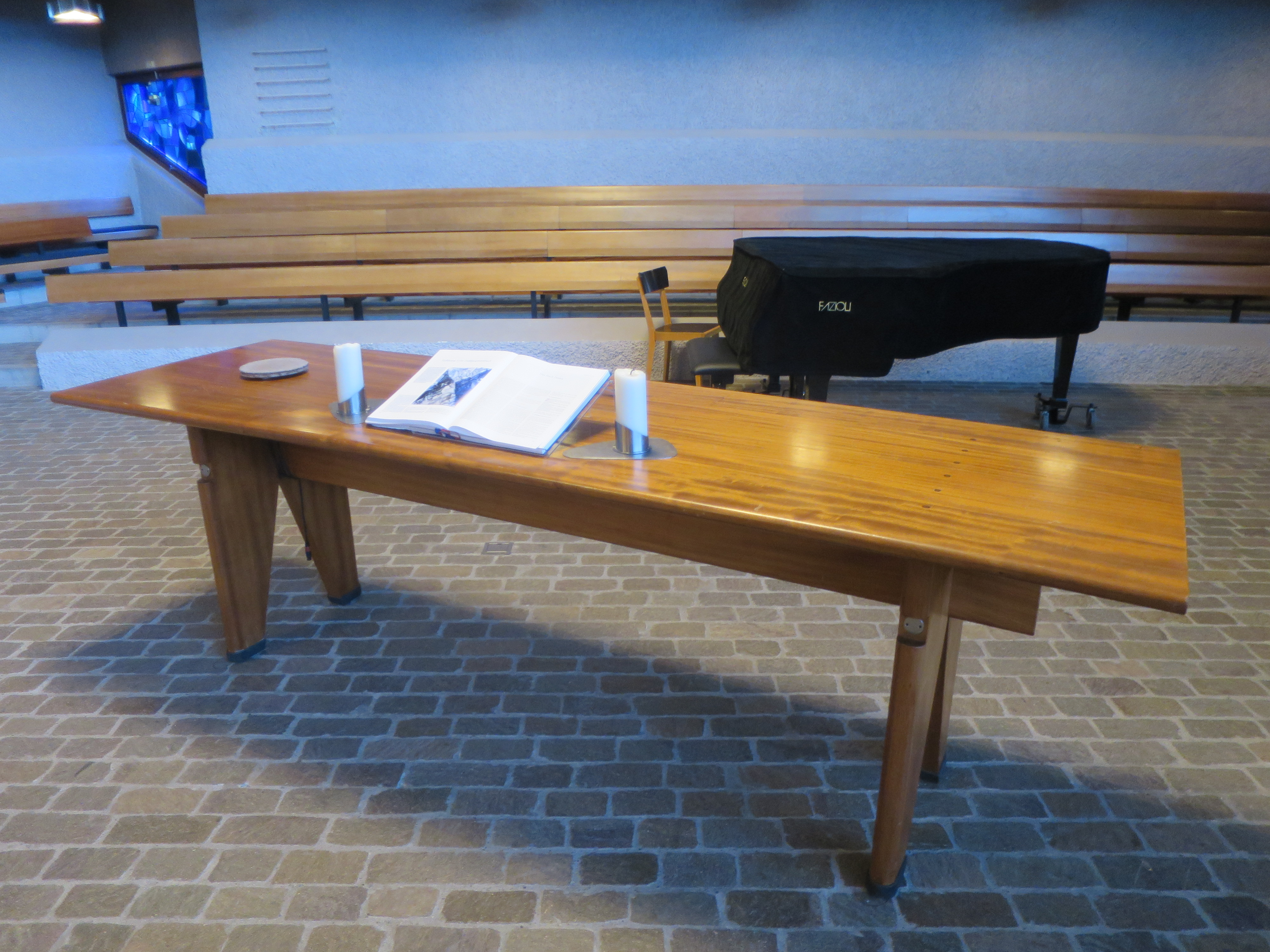
Abendmahlstisch
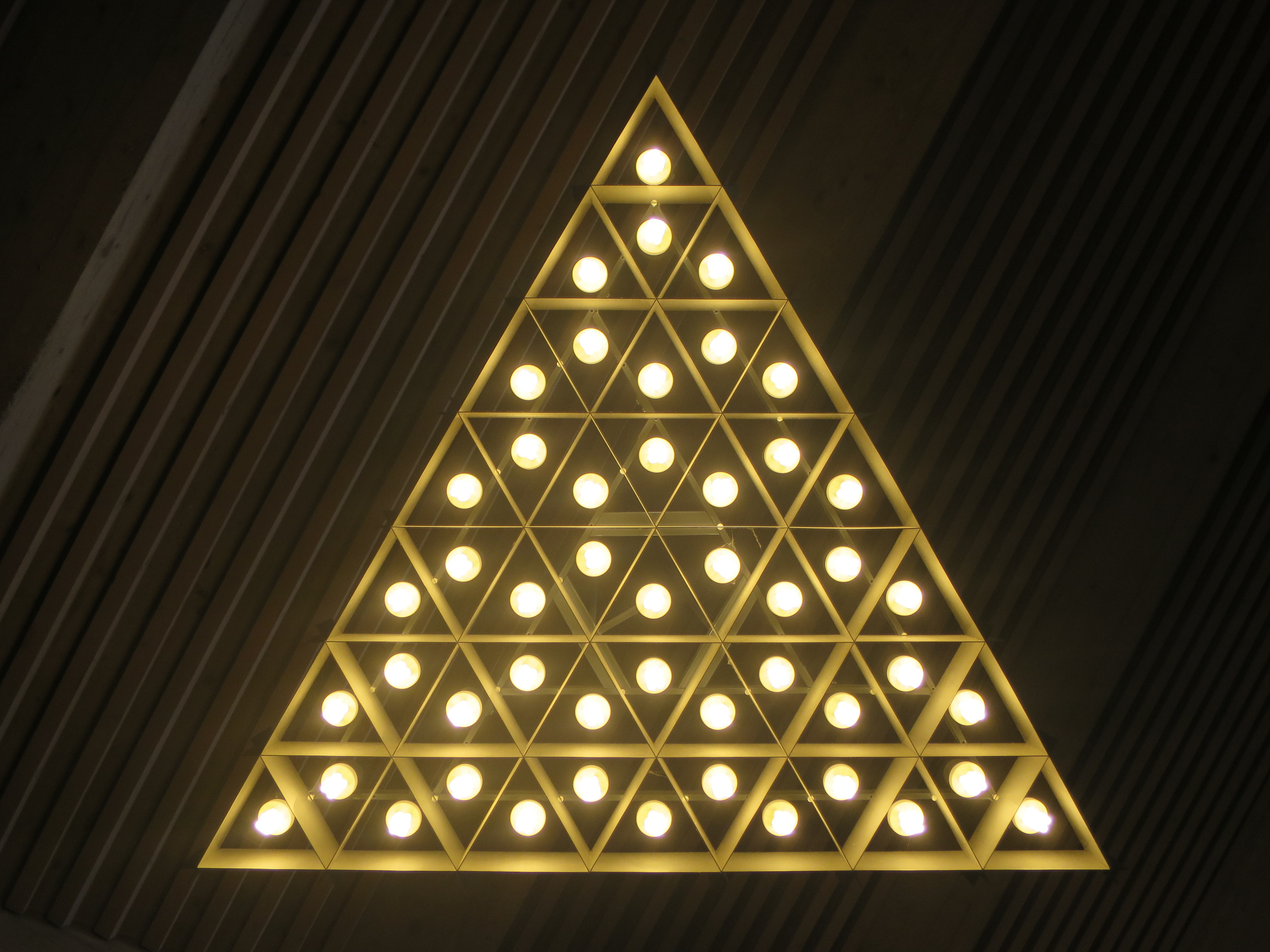
Leuchtkörper

#### Orgel

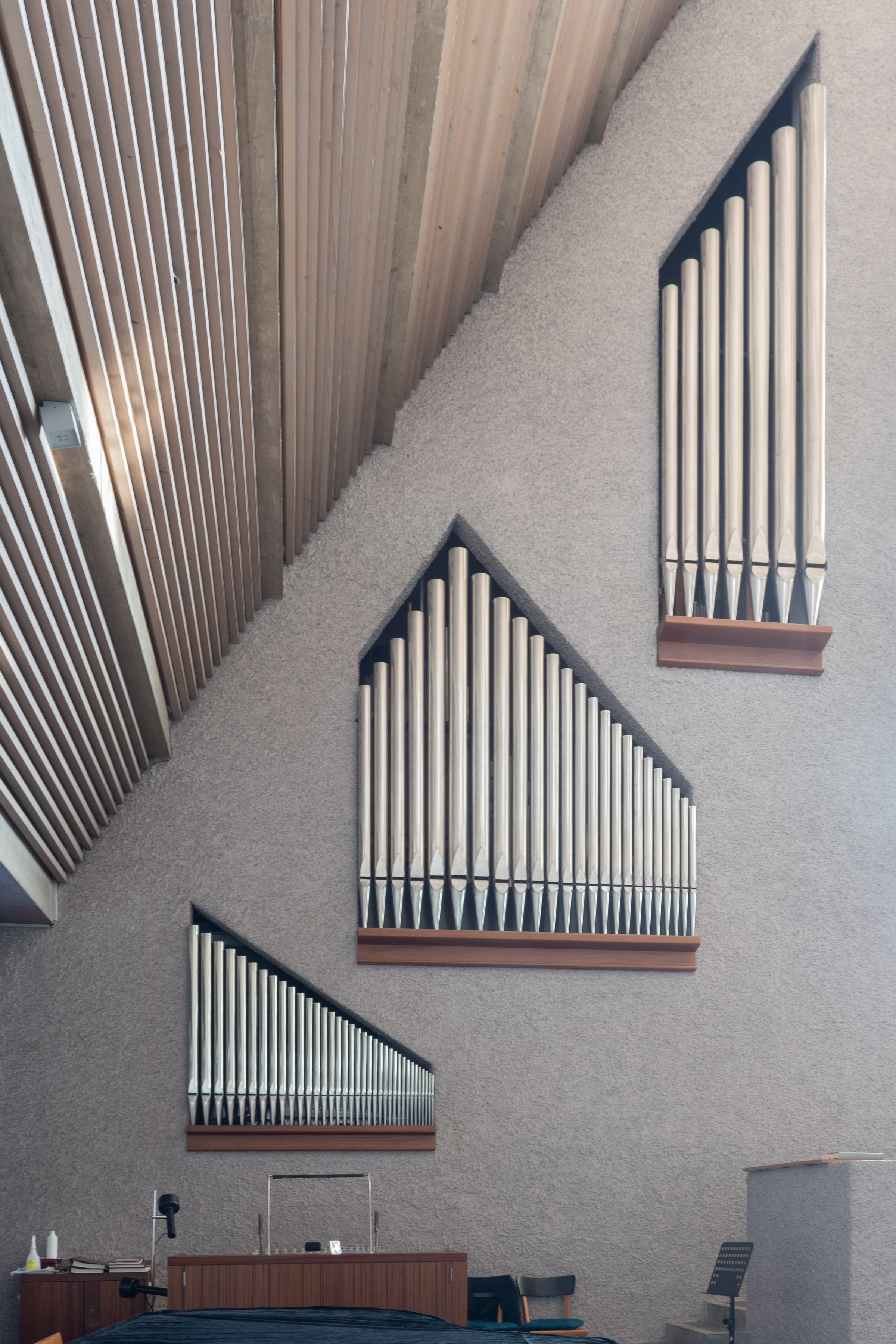
Prospekt der Genf-Orgel

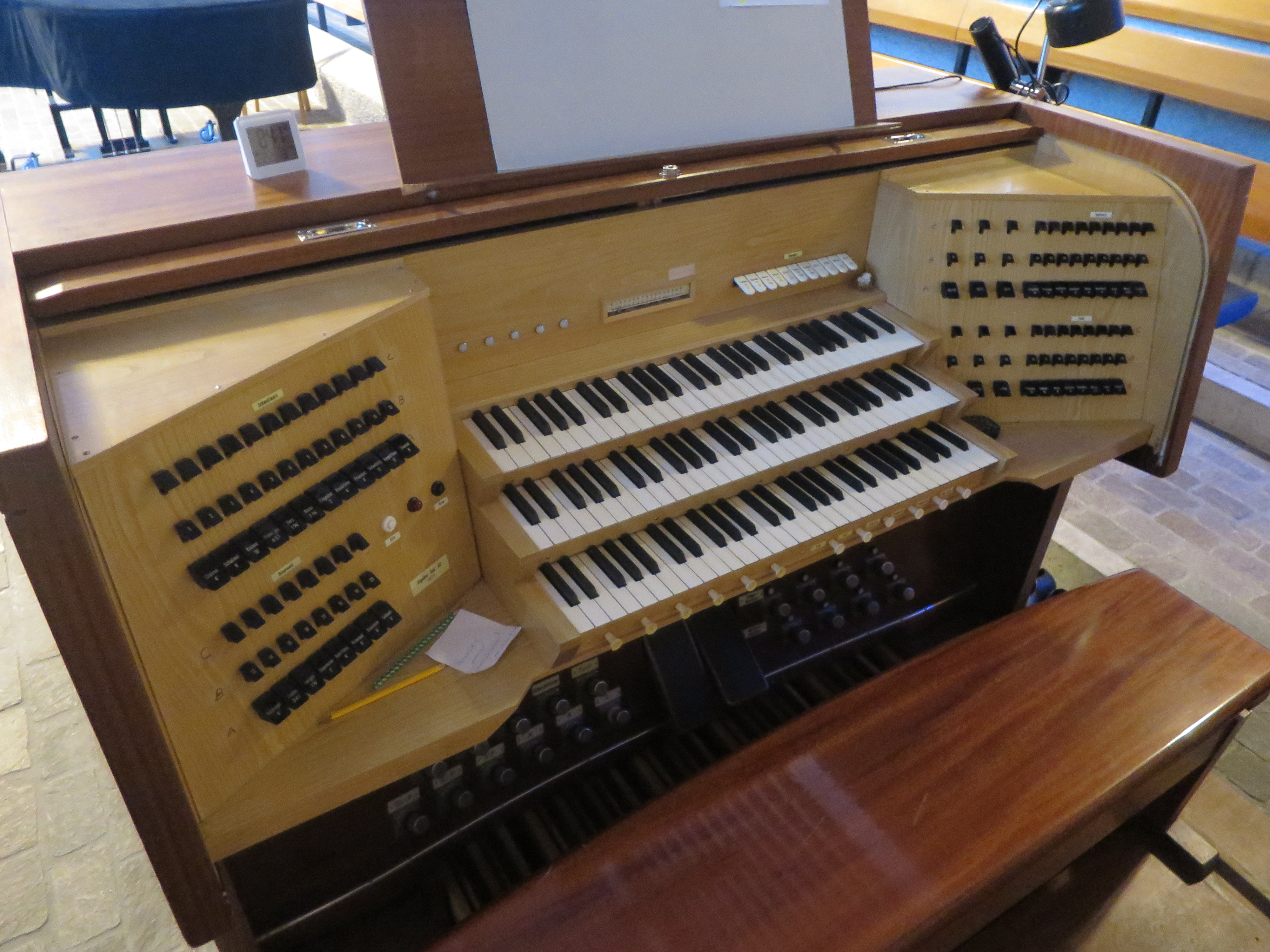
Spieltisch

Die Orgel der Firma Orgelbau Genf stammt aus dem Baujahr der Kirche (1971). Ihr Prospekt ist in drei Nischen der Wand neben der Kanzel eingefügt, während sich der Spieltisch direkt neben der Kanzel befindet. Das Instrument umfasst 37 klingende Register auf drei Manualen und Pedal. Die vier Werke umfassen total 2364 Pfeifen. Die Spieltraktur ist mechanisch, die Registertraktur elektropneumatisch.
| I Hauptwerk C–g3 |              |       |
| 1.               | Stillgedackt | 16′   |
| 2.               | Prinzipal    | 8′    |
| 3.               | Hohlflöte    | 8′    |
| 4.               | Gemshorn     | 8′    |
| 5.               | Oktave       | 4′    |
| 6.               | Nachthorn    | 4′    |
| 7.               | Oktave       | 2′    |
| 8.               | Mixtur IV    | 1 ⁄3′ |
| 9.               | Trompete     | 8′    |

| II Brustwerk C–g3 |               |       |
| 10.               | Gedackt       | 8′    |
| 11.               | Quintatön     | 8′    |
| 12.               | Prinzipal     | 4′    |
| 13.               | Rohrflöte     | 4′    |
| 14.               | Superoktave   | 2′    |
| 15.               | Larigot       | 1 ⁄3′ |
| 16.               | Cymbel III–IV | 1′    |
| 17.               | Holzregal     | 8′    |
|                   | Tremulant     |       |

| III Schwellwerk C–g3 |              |       |
| 18.                  | Suavial      | 8′    |
| 19.                  | Koppelflöte  | 8′    |
| 20.                  | Schwebung    | 8′    |
| 21.                  | Prinzipal    | 4′    |
| 22.                  | Blockflöte   | 4′    |
| 23.                  | Flageolet    | 2′    |
| 24.                  | Nasat        | 2 ⁄3  |
| 25.                  | Terz         | 1 3⁄5 |
| 26.                  | Plein-Jeu IV | 1 ⁄3′ |
| 27.                  | Basson       | 16′   |
| 28.                  | Schalmei     | 8′    |
| 29.                  | Clairon      | 4′    |
|                      | Tremulant    |       |

| Pedal C–f1 |            |     |
| 30.        | Prinzipal  | 16′ |
| 31.        | Subbass    | 16′ |
| 32.        | Oktave     | 8′  |
| 33.        | Spitzflöte | 8′  |
| 34.        | Choralbass | 4′  |
| 35.        | Mixtur IV  | 4′  |
| 36.        | Fagott     | 16′ |
| 37.        | Trompete   | 8′  |

- Koppeln: III/II, III/I, II/I, I/P, II/P, III/P
- Spielhilfen: 2 feste Kombinationen (Choralforte, Tutti), 3 freie Kombinationen A, B, C (A und B, bzw. A und C ebenfalls kombinierbar), Registercrescendo

### Foyers und Nebenräume
Der Eingang führt in ein grosszügiges vorderes Foyer. Der Raum mit komplexem polygonalem Grundriss verfügt über ein kelchförmiges Wandreflief von Trudi Demut. Unter anderem beherbergt der Raum die Garderoben, die hölzernen Kollektenkassen und den klassizistischen Taufstein aus der Vorgängerkirche, der 1834 geschaffen wurde. Er bildet einen Sandsteinkelch, dessen Fuss mit stilisierten Blättern, und dessen Schale mit Wülsten und Friesen verziert ist. Der Schalenkranz trägt die Jahreszahl 1834 und die Inschrift «LASSET DIE KINDLEIN ZU MIR KOMMEN U. WEHRET IHNEN NICHT» (Mt 19,14 ).
Vom vorderen Foyer aus gelangt man in den kleinen Saal, der Platz für 50 Personen bietet und eine Küche aufweist, sowie ins hintere Foyer. Dieses bildet einen langgezogenen Gang, der zum Treppenhaus und zum Pfarr- und Kasualienzimmer führt, während unter der Fensterfassade des Kirchenraumes drehbare Türen eingefügt wurden, die den Kirchenraum erschliessen. Die Drehtüren ermöglichen eine seitliche Vergrösserung des Kirchenraumes bei Grossanlässen. Im Untergeschoss befinden sich Wirtschaftsräume. Hinter der Kanzelwand befindet sich ein kleines Sigristenbüro, das vom Kirchenraum aus zugänglich ist. Im Turm sind Teile der Orgel, ein Abstellraum, das Archiv der Kirchgemeinde, zwei Museumsräume, eine für Kleingruppen nutzbare Turmstube, das Uhrwerk und der Glockenstuhl untergebracht.

## Weitere von der Kirchgemeinde genutzte Bauten
Dübendorf
- ehemalige Lazariterkirche Gfenn, erbaut im frühen 13. Jahrhundert (Eigentum der Stadt Dübendorf, mitgenutzt von der römisch-katholischen Pfarrei Dübendorf)
- Pfarrhaus Wil, 1792–1796 erbaut von Hans Conrad Bluntschli
- Reformiertes Kirchgemeinde-Zentrum Dübendorf (REZ), erbaut 1952–1953 von Oskar Stock
- Glockenträger, erbaut 1968 neben dem REZ (unter Verwendung des Glockenstuhls und des vierstimmigem Geläuts von 1870 aus der alten Kirche Wil)
- Jugendhaus «Güggelhuus», erbaut 1995–1997 neben dem REZ, umgebaut 2021
- Wohnüberbauung Casinostrasse mit Pfarrbüros, 2018

Schwerzenbach
- Reformierte Kirche Schwerzenbach, erbaut 1812–1813 von Hans Conrad Bluntschli
- Pfarrhaus Schwerzenbach, erbaut 1961 von Max Höhn